# Laïta
Pour le groupe laitier, voir Groupe Laïta.
Pour la rivière autrichienne, voir Leitha.
La Laïta est le nom de l'estuaire formé par l'Ellé et l'Isole après leur confluence. On l'appelle aussi, à son embouchure, la rivière du Pouldu.

## Hydronymie
Le nom Laïta ou Laita n'apparait pour la première fois dans des écrits officiels qu'en 1825, sur le cadastre de Quimperlé. Dans les écrits datant d'avant la Révolution française, la rivière qui coule de Quimperlé à la mer porte toujours le nom d'Ellé. Cependant Jean-Baptiste Ogée, dans son Dictionnaire historique et géographique de la province de Bretagne paru en 1778 et Jacques Cambry, dans son ouvrage Voyage dans le Finistère ou État de ce département en 1794 et 1795, mentionnent la Laïta : « une barre qui n'existoit pas il y a quarante ans s'est formée au Pouldu, à l'embouchure du Laita ». Sur les cadastres de Guidel et de Clohars-Carnoët de 1818 et 1823 cette rivière est appelée rivière de Quimperlé. 
L'origine du nom Laita demeure obscure. Il pourrait s'agir d'une déformation du mot Lothéa, du nom d'une ancienne paroisse que celle-ci longeait. Selon l'historien Alan J. Raude, ce nom pourrait dériver du celtique lagitamos, signifiant "cours (d'eau) plus petit".

## Géographie

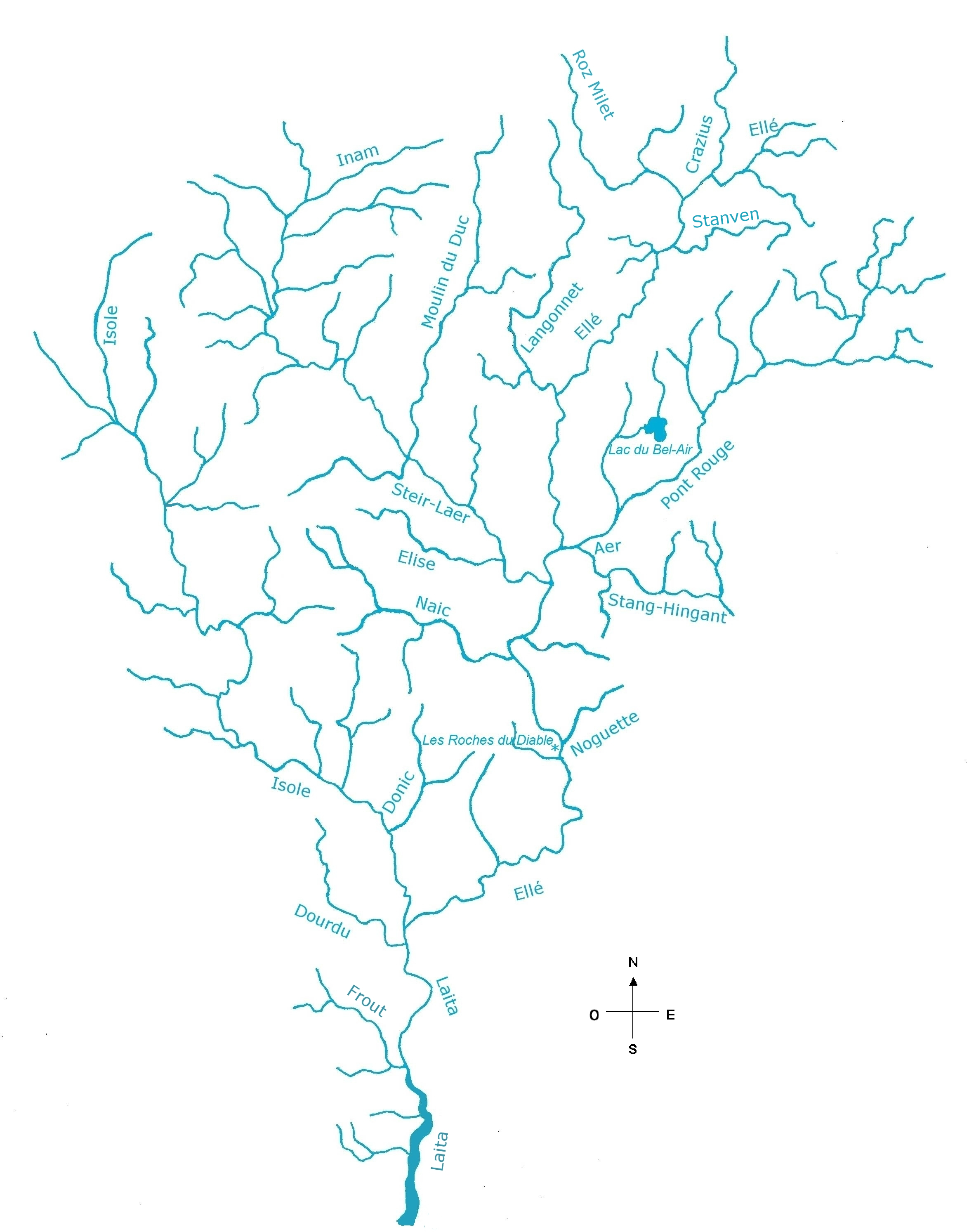
La Laïta et ses principaux affluents

La Laïta est un fleuve côtier soumis à la marée qui prend naissance à Quimperlé au point de confluence de l'Ellé et de l'Isole. Le fleuve coule dans une vallée creusée par l'action conjointe des eaux de l'Ellé et de l'Isole. La vallée a été envahi par la mer à la fin de la dernière glaciation à la suite de la remontée du niveau marin. Aujourd'hui, elle constitue une ria ou un aber. La Laïta serpente depuis Quimperlé en direction du sud vers l'océan Atlantique. Elle s'y jette au port du Pouldu après un parcours légèrement sinueux de 17 kilomètres entre des rives escarpées et boisées, peu accessibles. Son tracé sert partiellement de frontière naturelle entre les départements du Finistère et du Morbihan. Sa rive droite est notamment en partie occupée par la forêt domaniale de Carnoët (sur une longueur d'environ 6 km). L'entrée de la ria est rendu difficile d'accès à cause d'un banc de sable sous-marin mouvant et d'un poulier. En effet, lorsque le vent souffle de Sud ou d'Ouest une barre se forme rendant la navigation dangereuse.

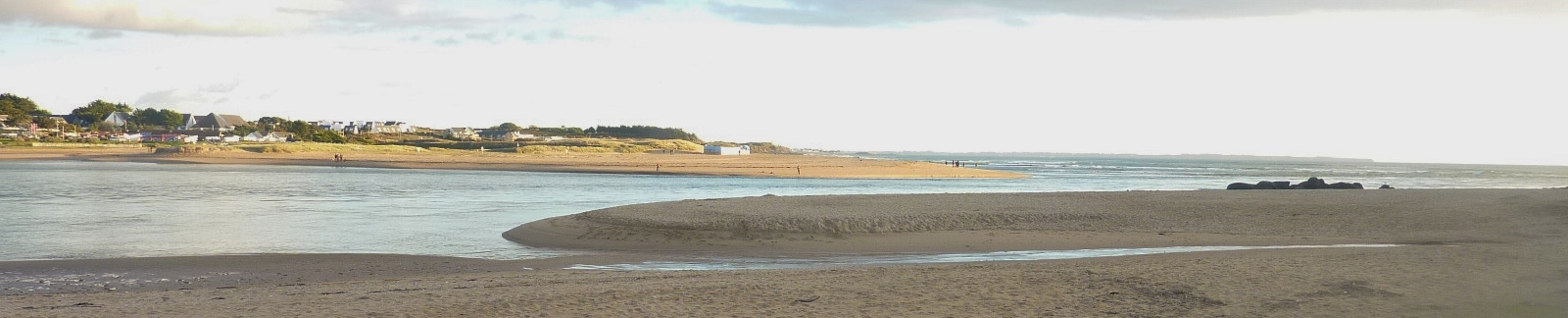
Le poulier de l'estuaire de la Laïta vu du Pouldu
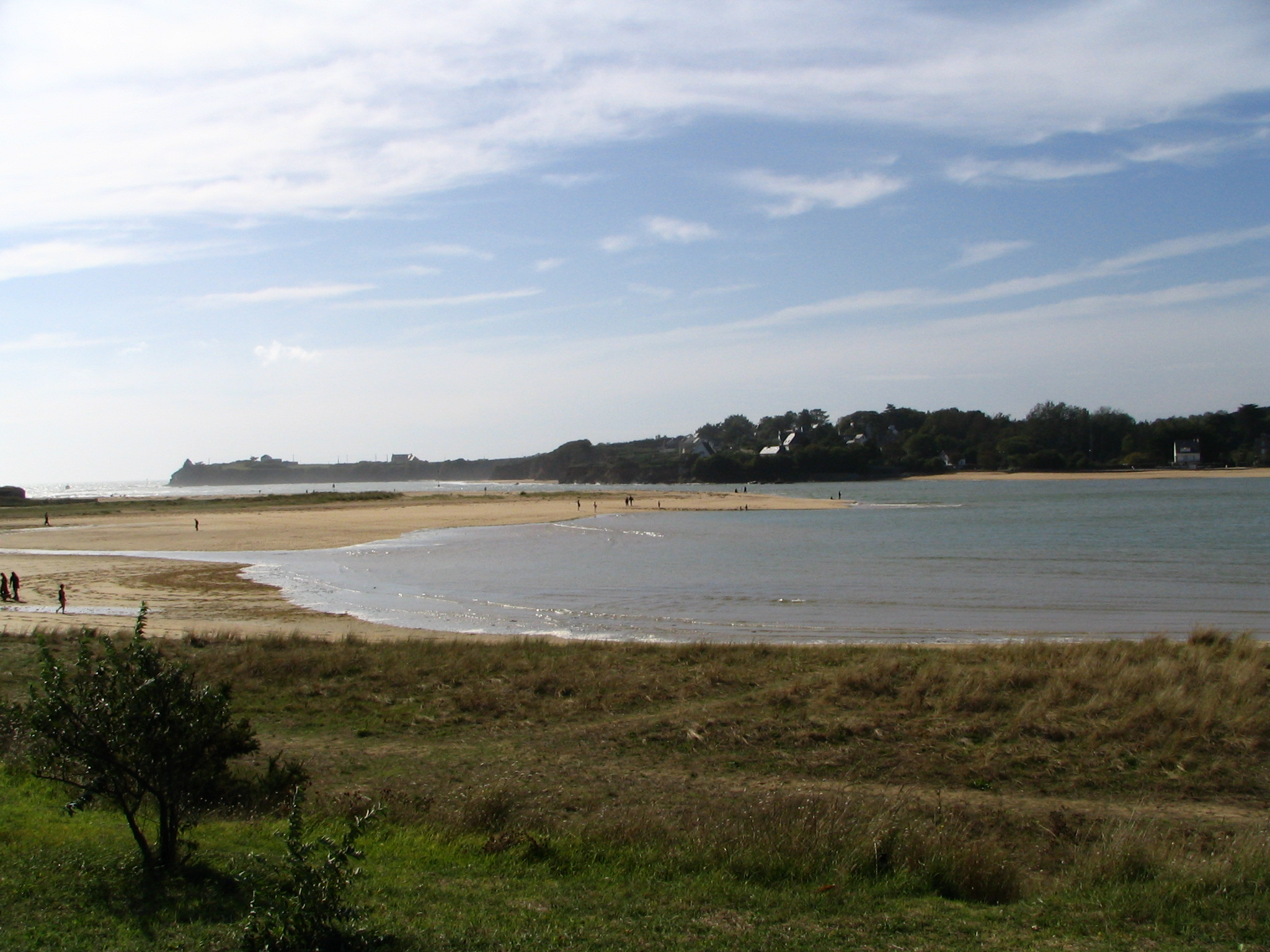
Le poulier de l'estuaire de la Laïta (en arrière-plan, Le Pouldu en Clohars-Carnoët)
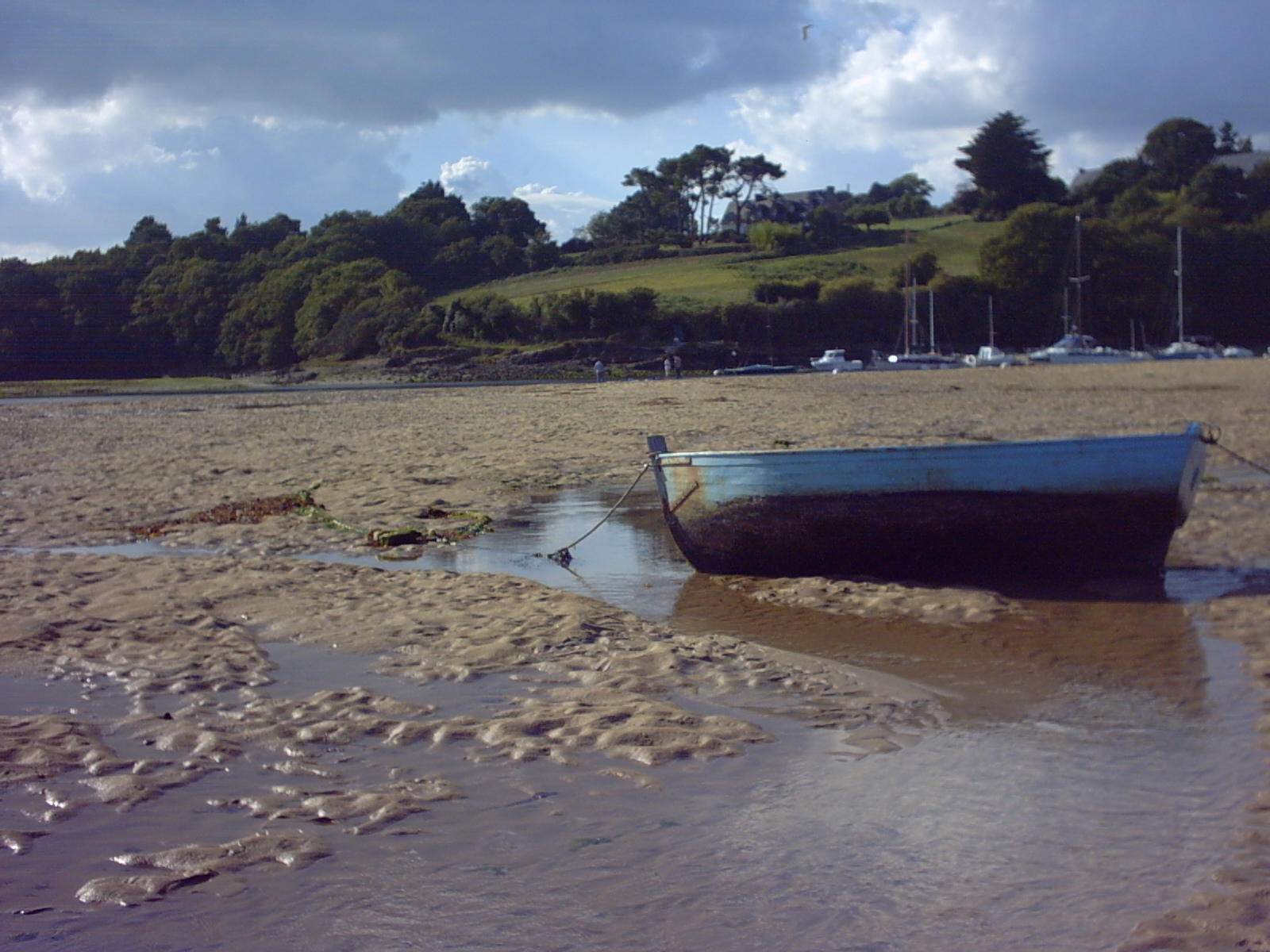
L'estuaire de la Laïta à marée basse.

## Bassin versant et affluents

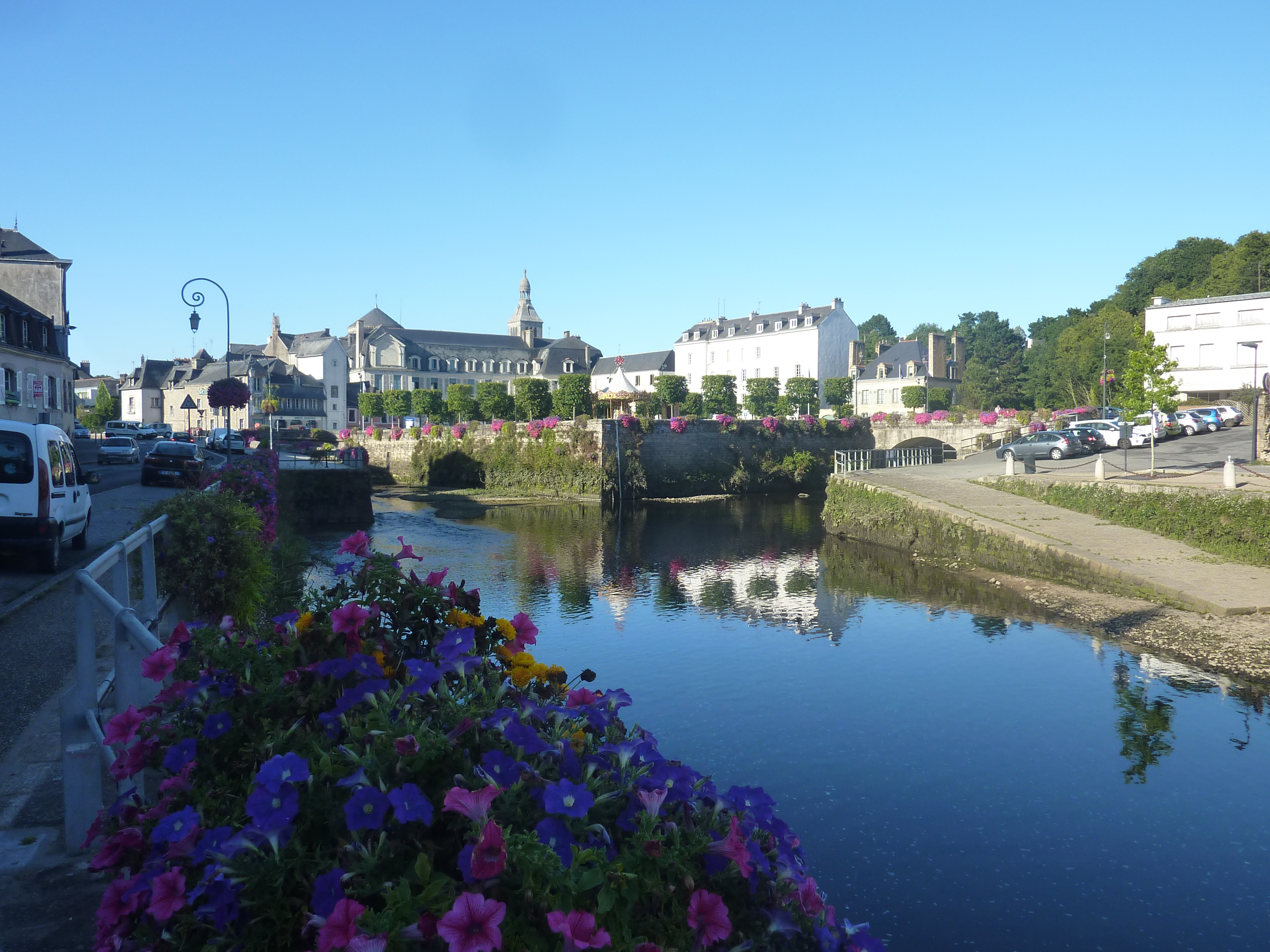
La confluence Ellé (à droite sur la photographie) - Isole (à gauche) : la naissance de la Laïta à Quimperlé.

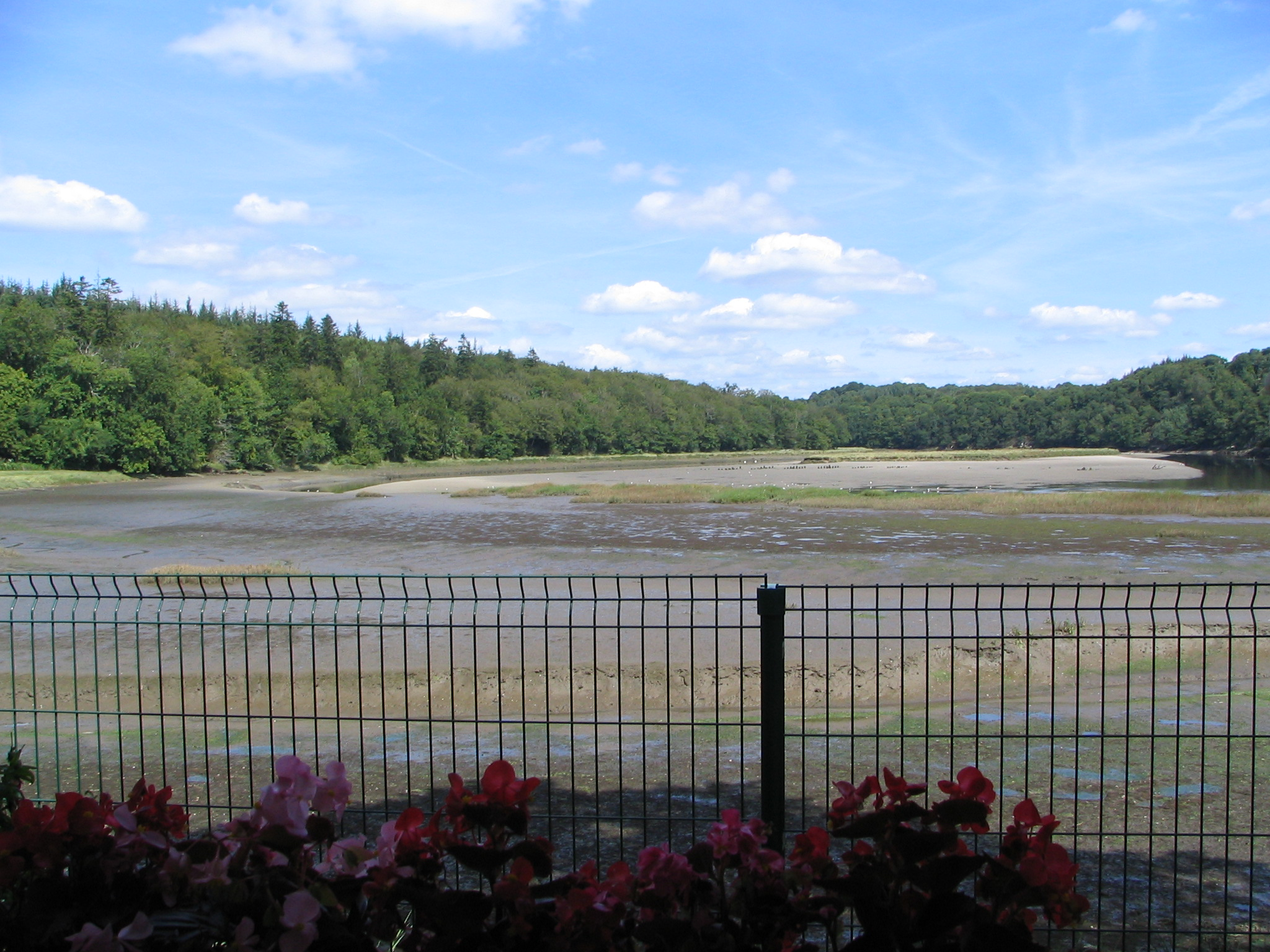
La Laïta entre Guidel (Morbihan) et Clohars-Carnoët (Finistère).

L'Ellé et l'Isole constituent les principaux affluents de la Laïta. Un peu en aval des deux autres elle reçoit les eaux du Dourdu, un cours d'eau long de 10,2 km qui prend sa source à Mellac et traverse la ville de Quimperlé. Plus loin en aval, elle reçoit les eaux du ruisseau Le Frout, long de 7,7 km, qui traverse la forêt de Carnoët et celles du ruisseau du Quinquis, long de 4,6 km. Mais sur le plan hydrologique il serait plus judicieux de considérer la Laïta comme la partie maritime du cours de l'Ellé, cette rivière constituant le plus important des tributaires. En effet le bassin versant de l'Ellé a une surface de 608 km2 à Quimperlé contre 224 km2 pour l'Isole. Si l'on additionne la longueur de la rivière Ellé et de l'estuaire de la Laïta on obtient un fleuve d'une longueur de 76 km selon le SANDRE. La Laïta draine une surface de  832 km2 à son point de départ à Quimperlé et de 917 km2 à son embouchure au port du Pouldu ou 922 km2 selon le SANDRE.

## Hydrologie
La surface du bassin versant de la Laïta est de 832 km2 à Quimperlé au niveau de la station hydrologique (virtuelle). Son module y est de 13,5 m3/s et son débit spécifique de 16,1 l/s/km2. La lame d'eau écoulée dans son bassin versant est de 530 millimètres annuellement. Si on la compare à celle des bassins versants voisins cette valeur est inférieure à celle de l'Odet à Quimper (758 mm/an) mais supérieure à celle du Blavet à Languidic (434 mm/an). Le débit journalier maximal a été mesuré le 13 décembre 2000 et était de 352 m3/s.
La Laïta est responsable de fréquentes et graves inondations dans la basse ville de Quimperlé mais au cours de ces dernières années la situation semble s'être aggravée[réf. nécessaire]. Pour un seuil de débordement de 3 mètres[réf. souhaitée], les crues de 1883, 1925, 1974, 1995 et du 24 décembre 2013 ont atteint 4,50 m ; la crue la plus importante, en décembre 2000 a pour sa part été marquée par une hauteur d’eau de six mètres. Les 2, 3 et 4 janvier 2014, une crue couplée à des marées de vive eau (coefficient 108) a justifié l’émission d’une alerte vigilance crues de niveau rouge pour la rivière, et inondations de niveau rouge pour l’ensemble du département du Finistère.
Les causes sont multiples, l'irrégularité des débits de l'Ellé et surtout de l'Isole, le rôle des grandes marées, l'endiguement des rivières depuis 300 ans, les modifications du bocage et des cultures en amont.

## Histoire

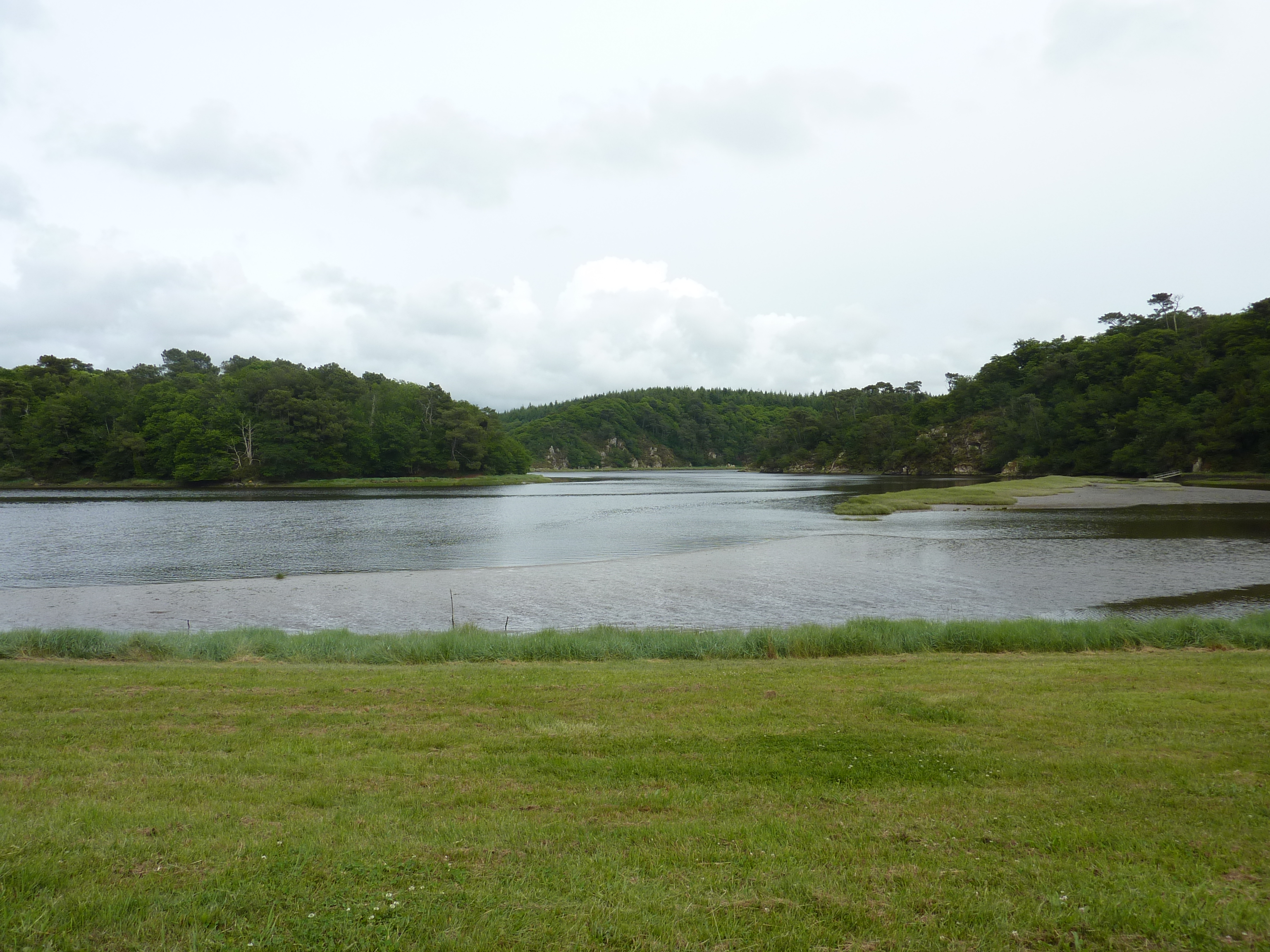
La Laïta à proximité de l'abbaye Saint-Maurice de Carnoët.

Les rives de la Laïta étaient déjà fréquentées aux temps préhistoriques, comme en témoigne la présence d'un tumulus dans la forêt de Carnoët. Le comte plus ou moins légendaire Conomor, véritable Barbe Bleue breton, y aurait élu domicile au VIe siècle. Les vestiges de son château, le château de Carnoët, sont encore visibles aujourd'hui. En l'an 868, les Vikings remontèrent le cours de la rivière et détruisirent la ville de Quimperlé, appelée à l'époque Anaurot. Vers 1170, des moines originaires de l'abbaye cistercienne de Langonnet, sous la conduite de leur abbé Maurice Duault, s'établirent sur les rives de la Laïta et y fondèrent un établissement monastique, qui prendra par la suite le nom d'Abbaye Saint-Maurice de Carnoët. Au début du XVIIIe siècle, des navires de 100 tonneaux pouvaient remonter la Laïta jusqu'à Quimperlé, mais l'ensablement progressif du lit de la rivière et l'apparition d'une barre à son embouchure, leur en interdirent par la suite l'accès, ce qu'évoque déjà Jacques Cambry en 1794-1795 :

« (...) Une barre qui n'existait pas il y a quarante ans s'est formée au Pouldu, à l'embouchure de la Laïta. Des bancs de sable changeant de position à chaque marée, et des arbres tombés dans son lit rendent très difficile l'entrée du port de Quimperlé (..). Jadis les barques de cent tonneaux se rendoient jusqu'au quai de cette ville ; celles de cinquante y parviennent présentement avec peine ; la mer s'élève au quai de sept à huit pieds dans les hautes marées. »

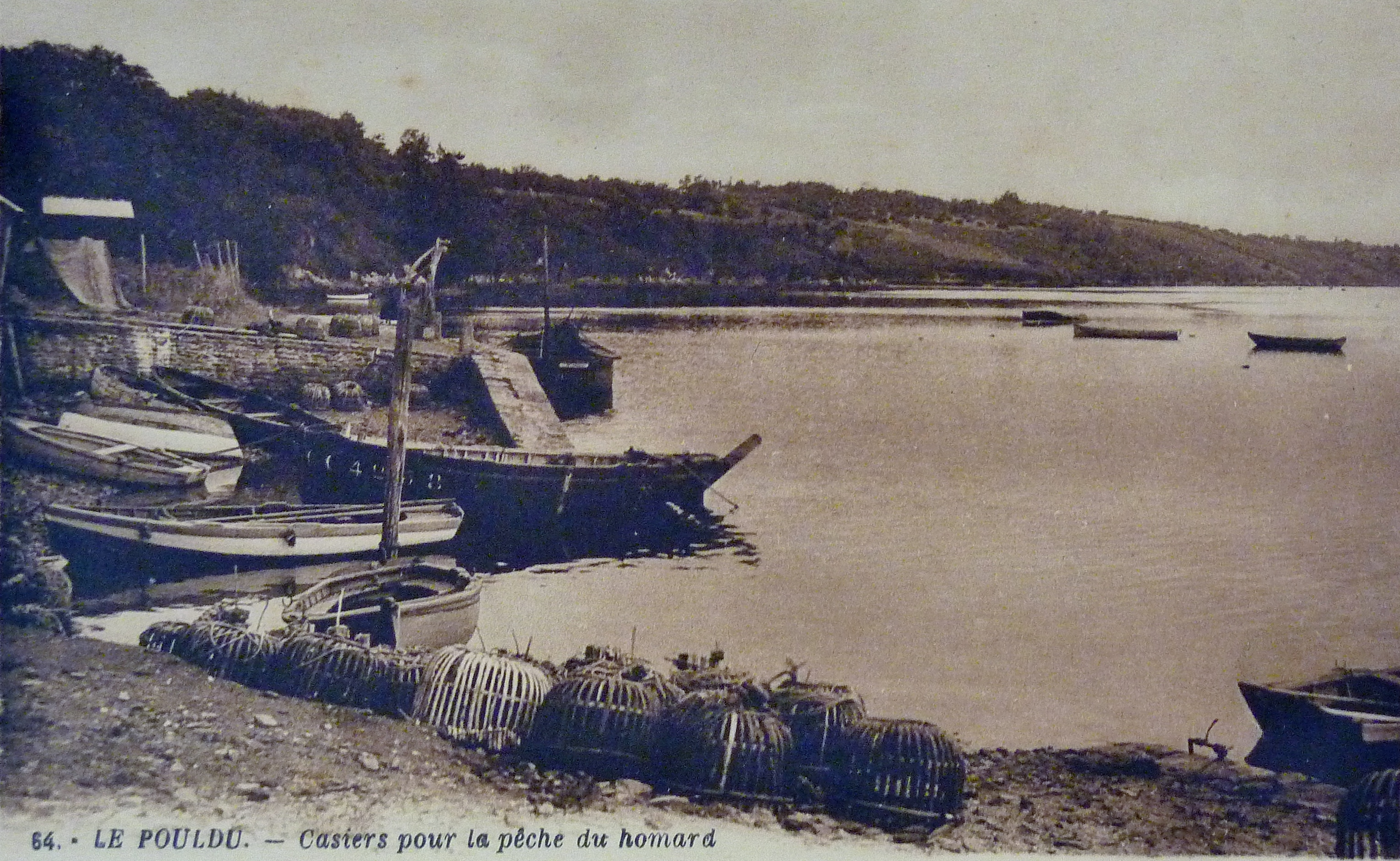
Le Pouldu : le port sur l'estuaire de la Laïta et casiers de pêche pour le homard (carte postale, vers 1930).

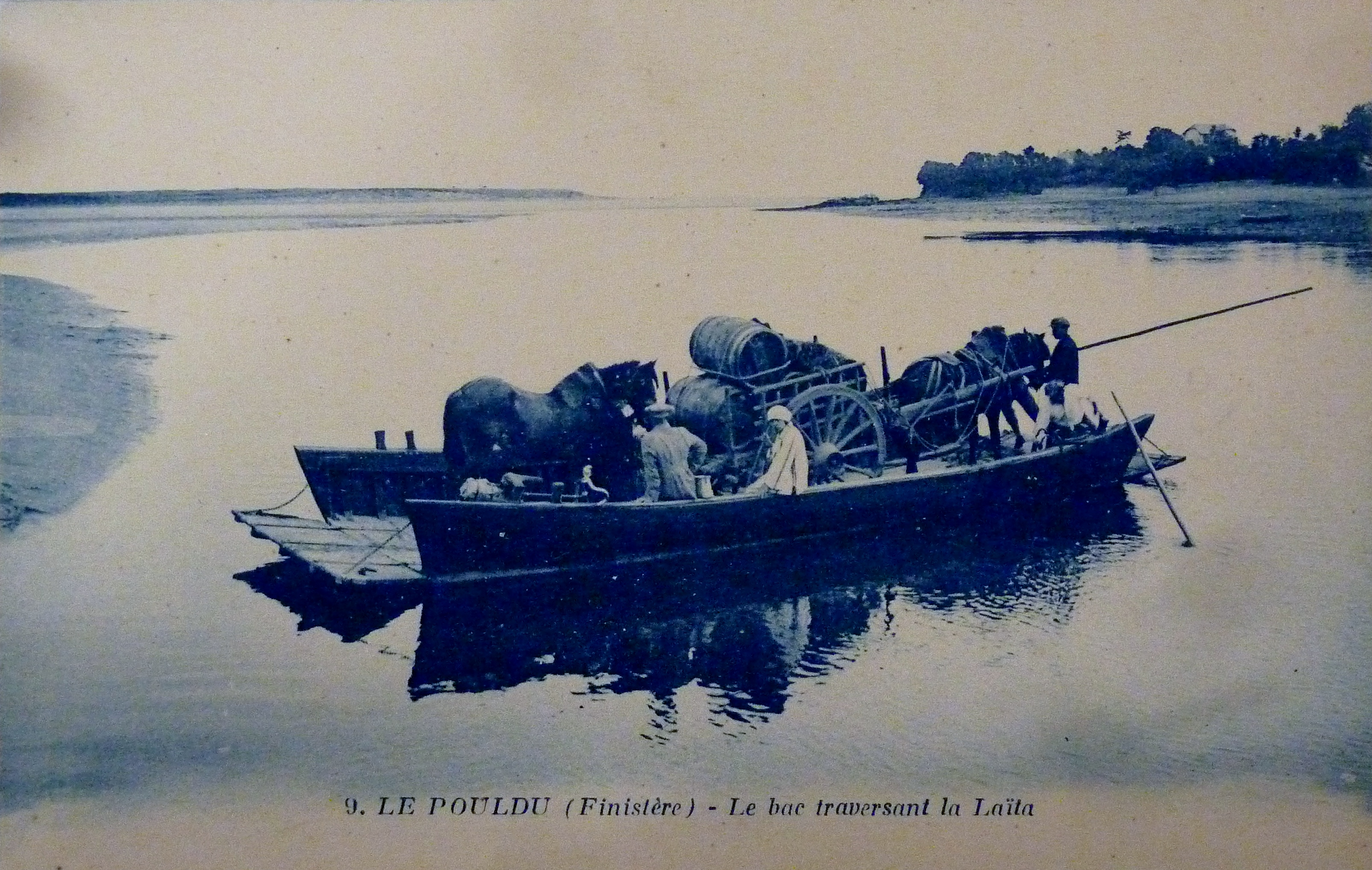
Le Pouldu : le bac traversant la Laïta vers 1900.

Pendant la Seconde Guerre mondiale, à l'arrivée des troupes  américaines du général Patton en Bretagne, les Allemands se replièrent sur la région de Lorient pour y constituer une poche de résistance. La Laïta servit alors de ligne de démarcation occidentale à la poche de Lorient. Les Allemands ne franchirent pas la ria mais n'hésitèrent pas à bombarder la rive opposée, prenant pour cible l'abbaye Saint-Maurice de Carnoët dont les bâtiments furent gravement endommagés.
La pollution importante engendrée par les Papeteries de Mauduit, implantées à Quimperlé, et fabricant notamment du papier à cigarettes dont elles furent le premier producteur mondial, principalement dans les décennies 1950 et 1960, avait provoqué la disparition de toute vie aquatique et mis fin à la mytiliculture qui était auparavant prospère sur ses rives (toutes les concessions furent supprimées en 1975). Une relance de cette activité a débuté en 2017.

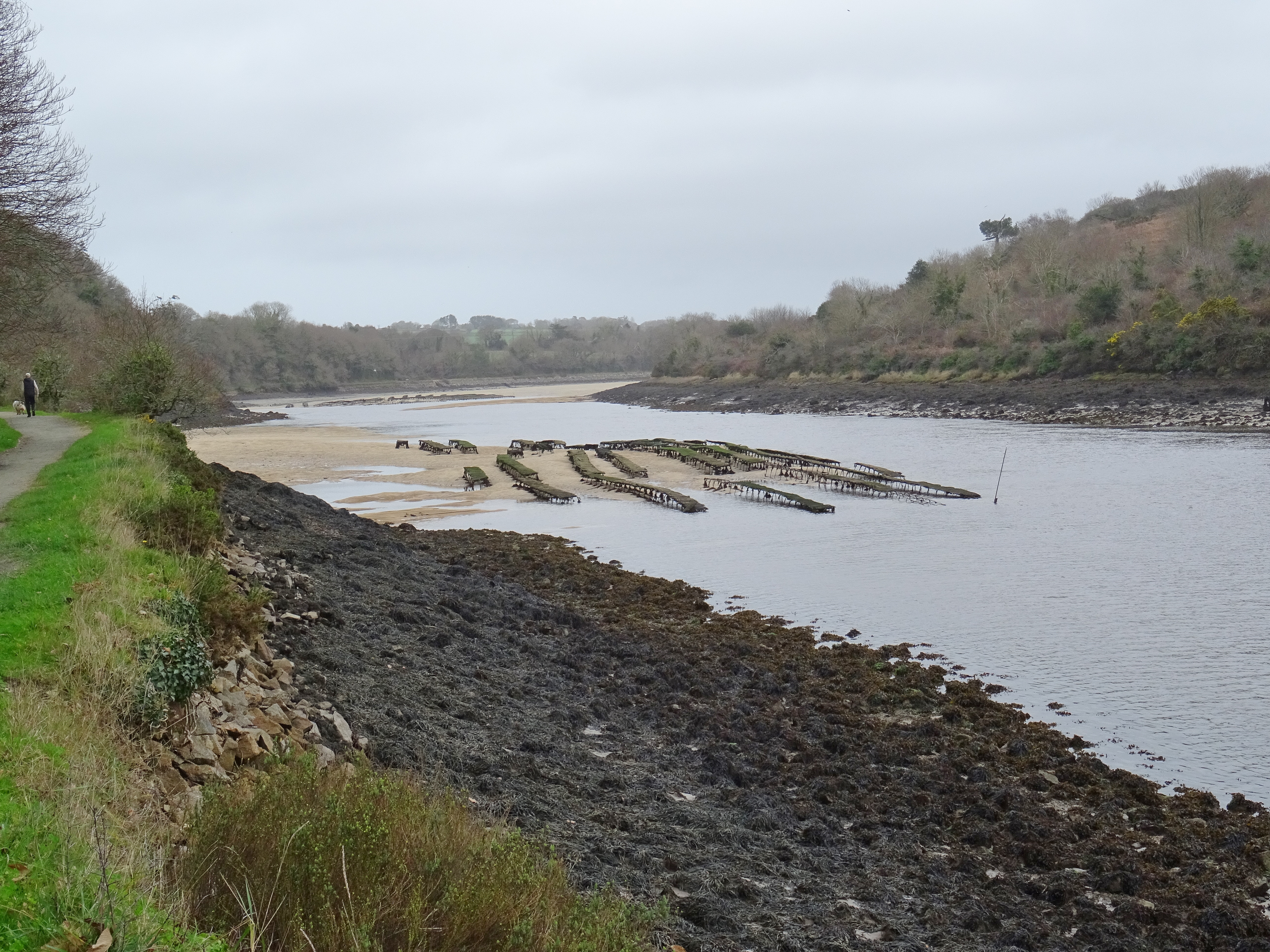
Tables ostréicoles sur la Laïta près de Porsmoric.
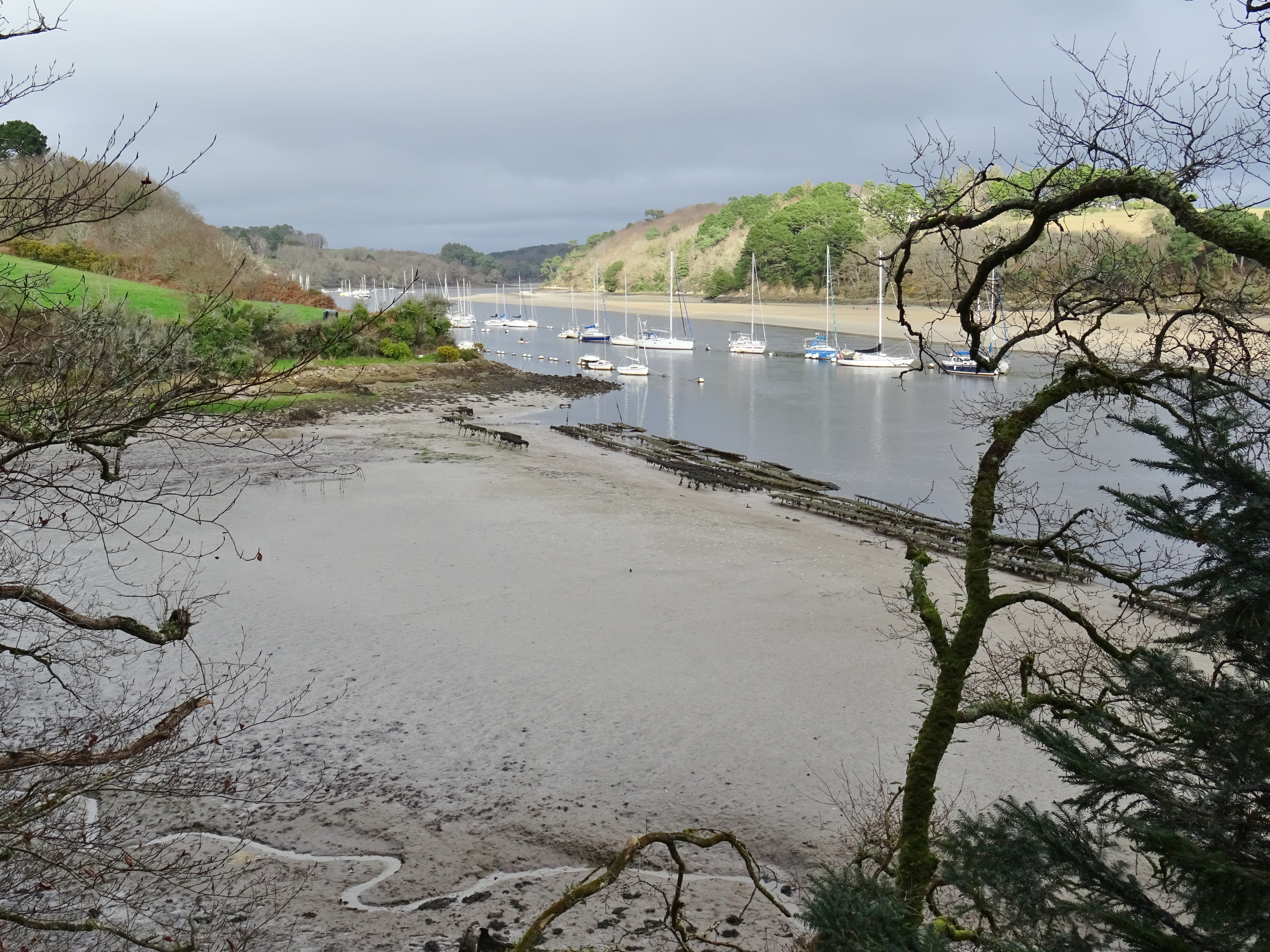
Tables ostréicoles sur la Laïta à la confluence avec l'Anse de Stervilin.

## Les paysages de la Laïta

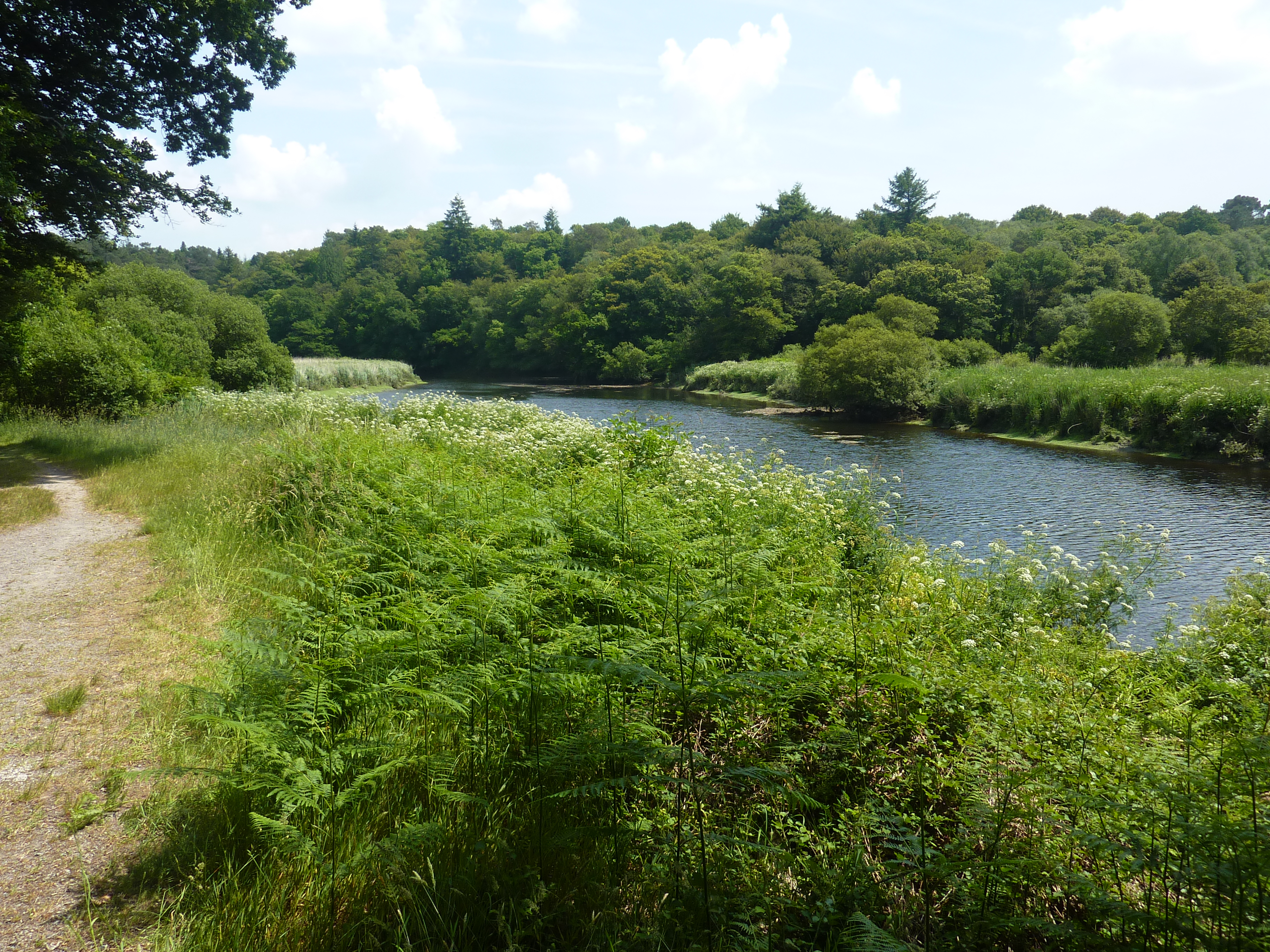
La Laïta dans sa traversée de la forêt de Carnoët.
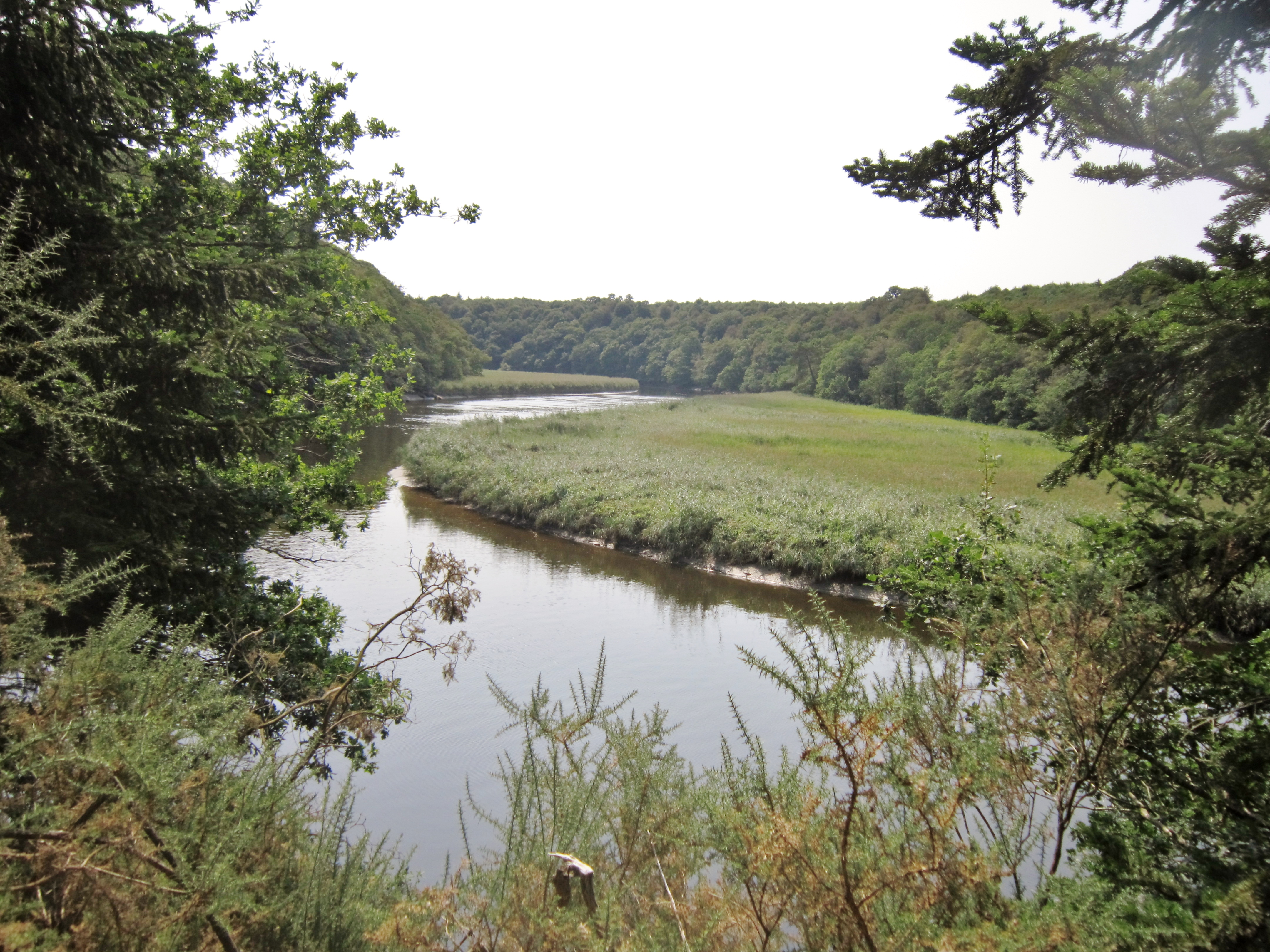
La Laïta vue depuis le sentier de rive gauche longeant le bois de Coatroual (en Guidel).
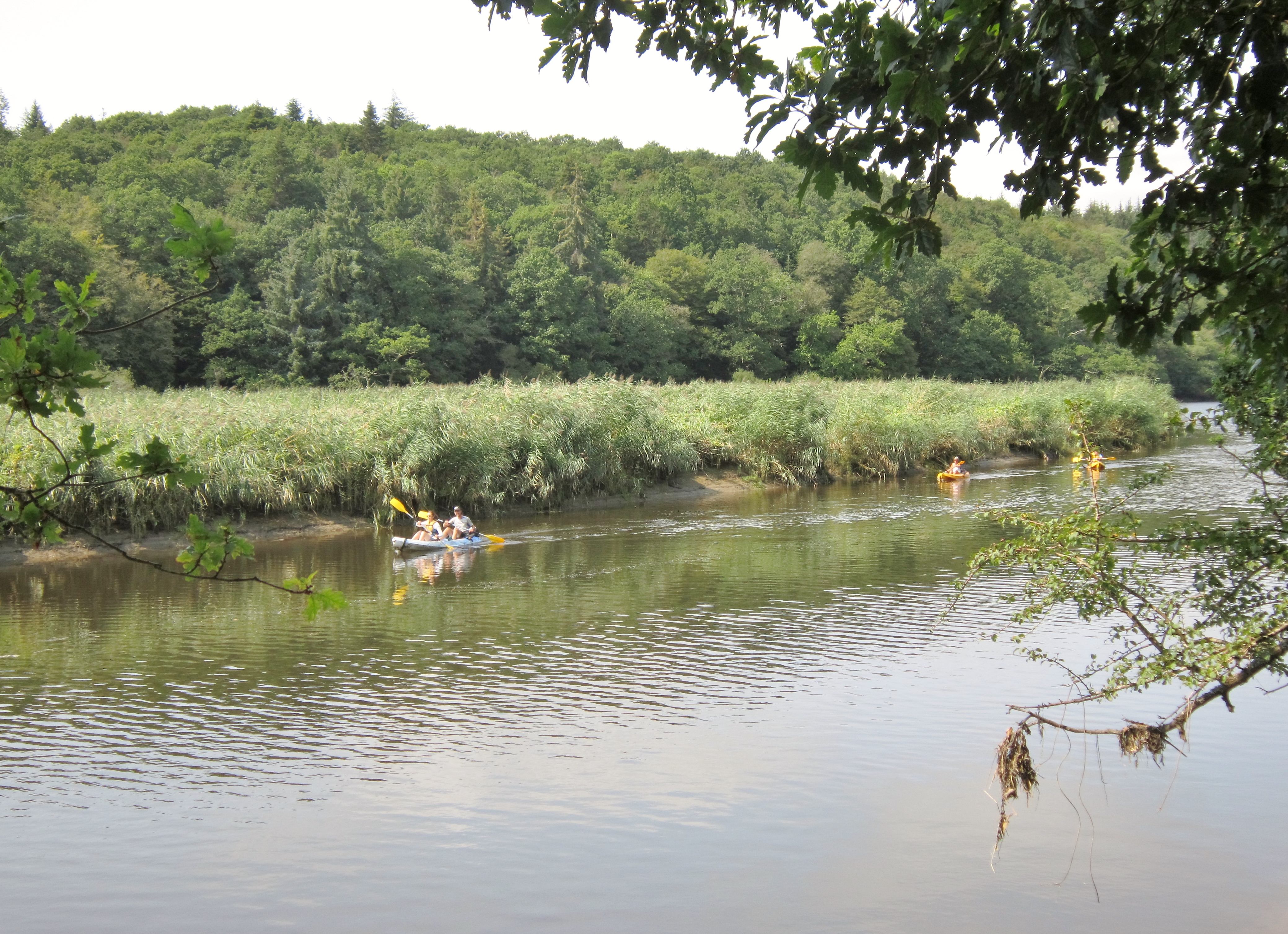
Kayakistes sur la Laïta à hauteur du bois de Coatroual en Guidel ; en face la forêt de Carnoët.
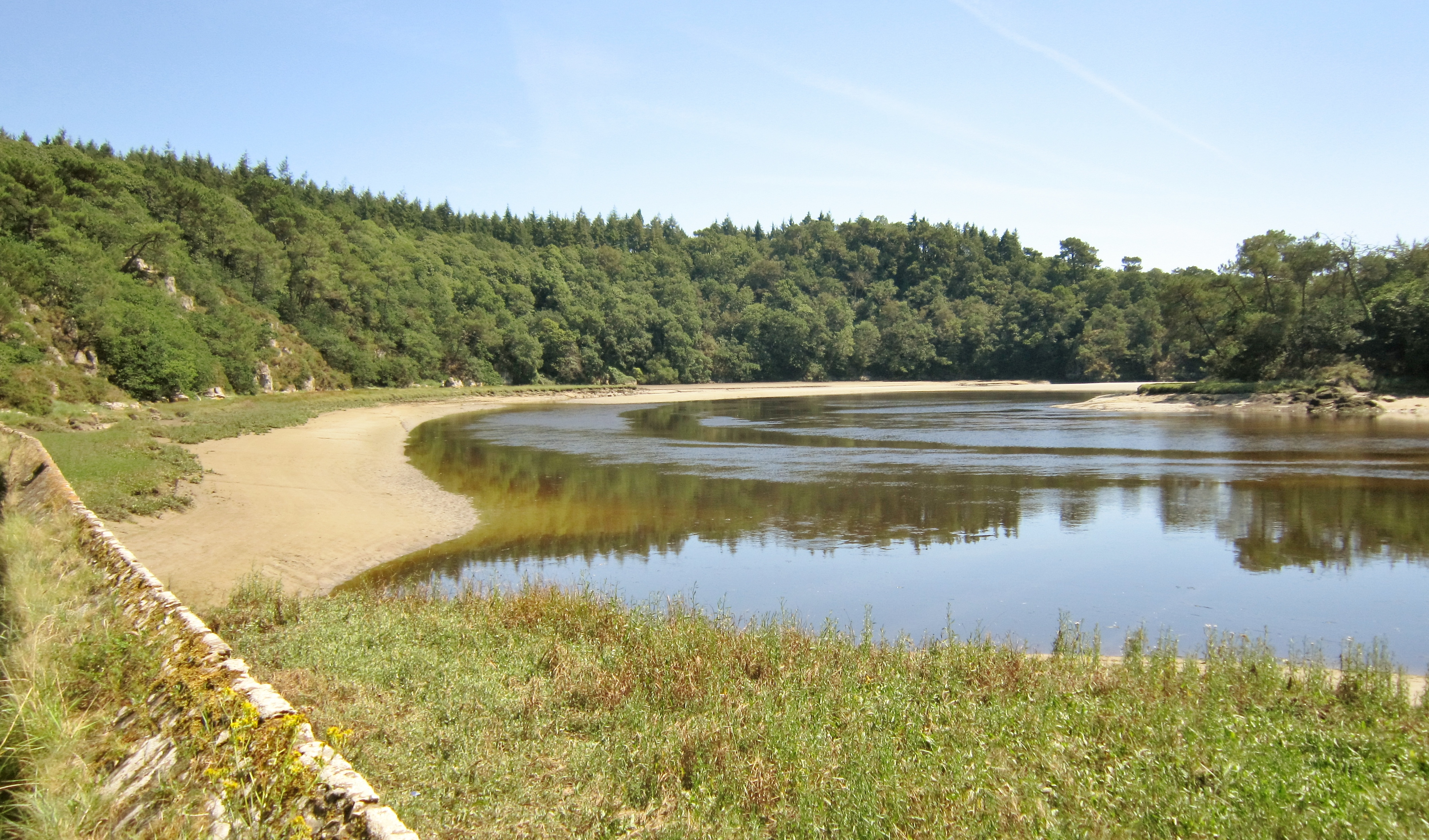
Les rives de la Laïta vues depuis les environs d'Ar Butten.
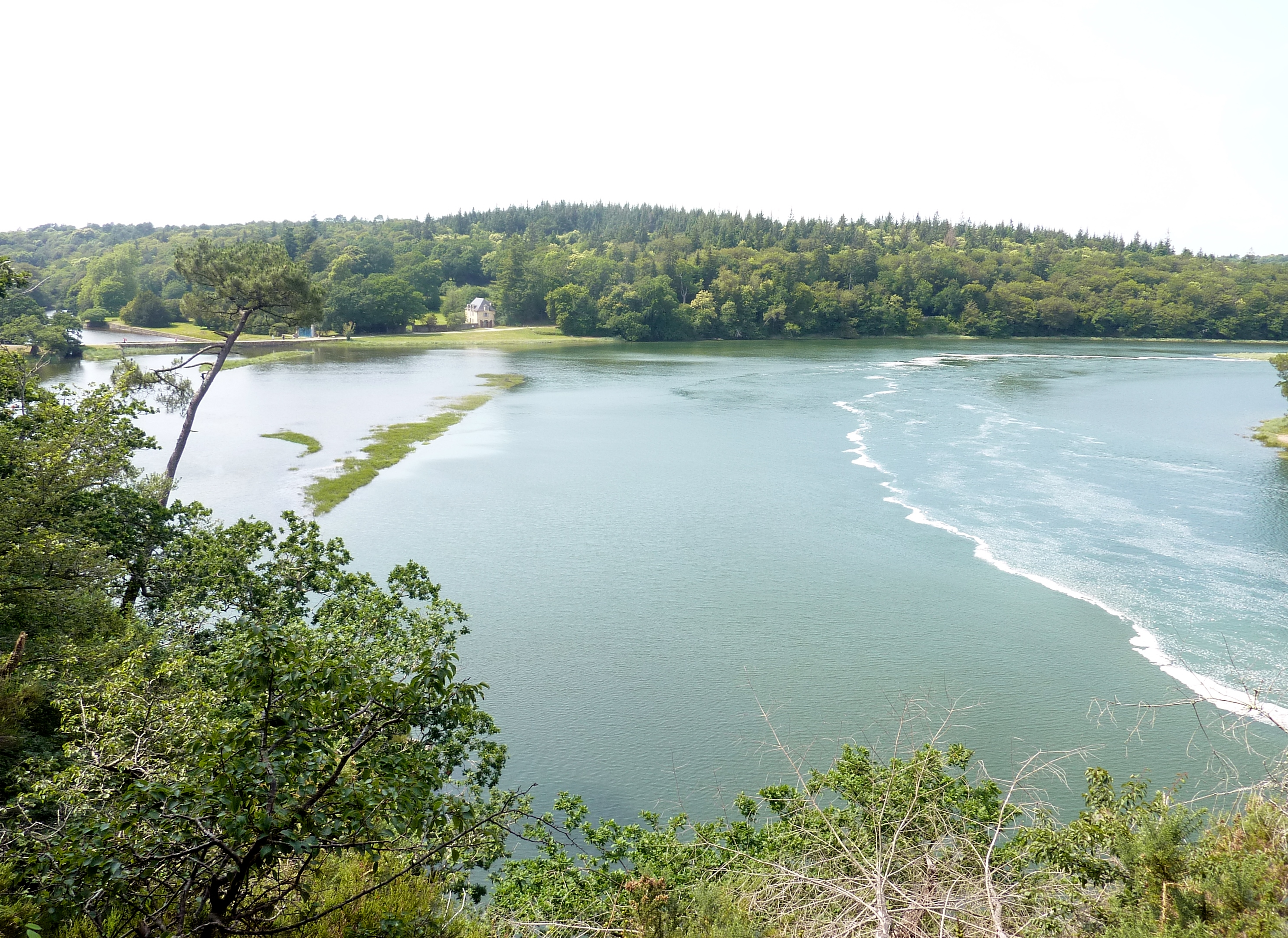
La Laïta : l'anse de l'abbaye Saint-Maurice de Carnoët vue depuis l'éperon barré situé à son sud.
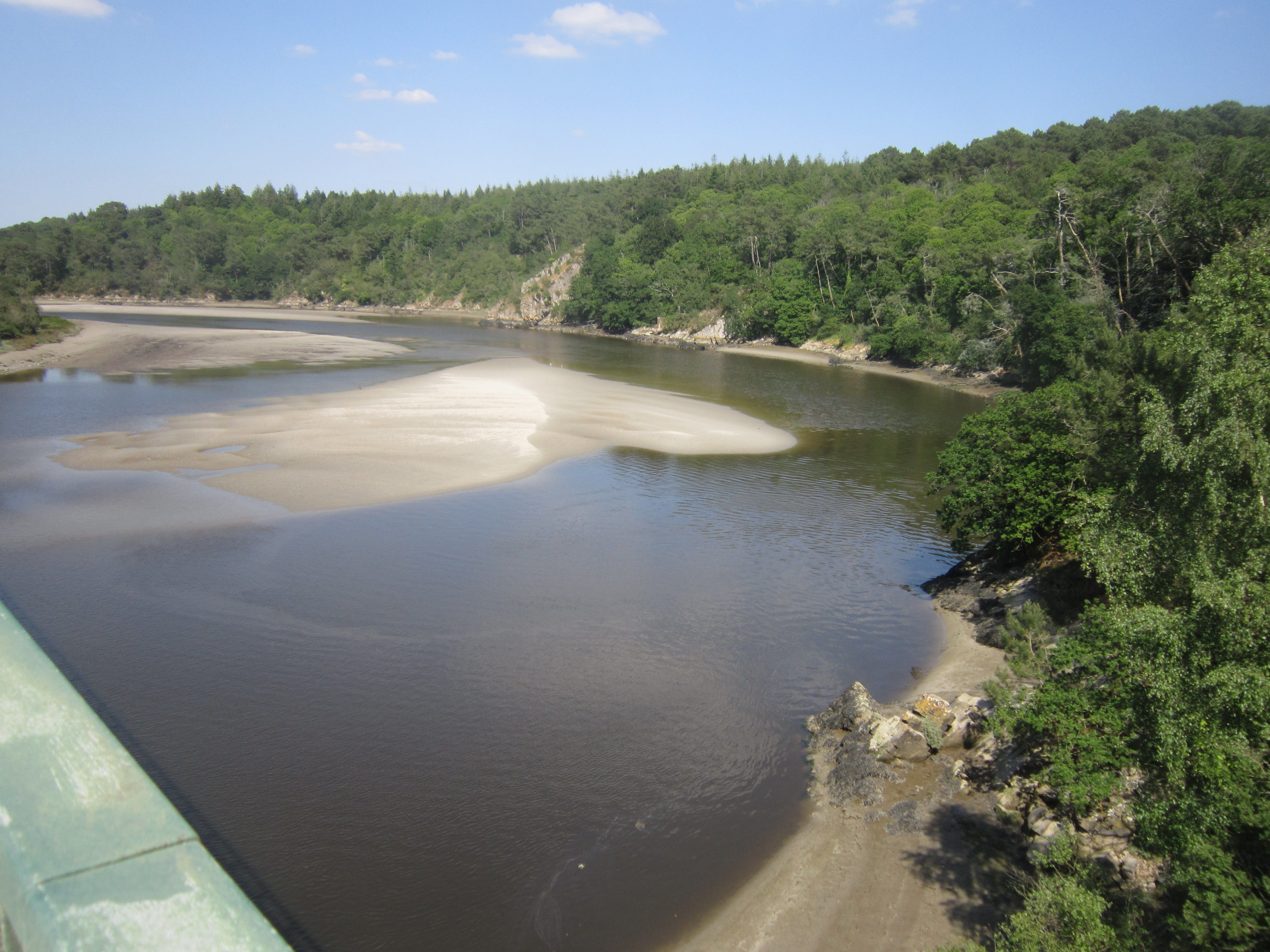
La Laïta, à marée basse, vue du Pont de Saint-Maurice (côté amont).

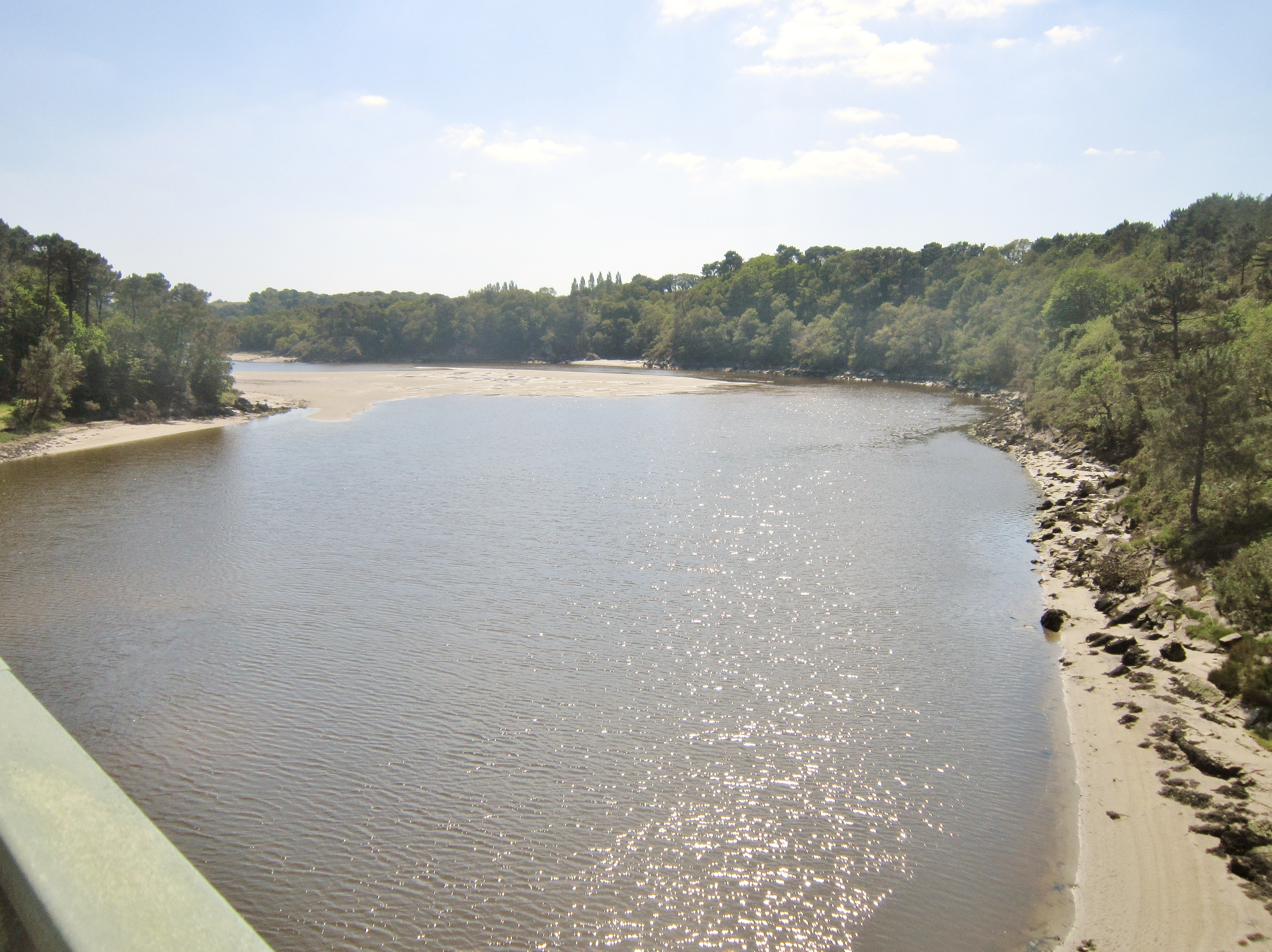
La Laïta, à marée basse, vue du Pont de Saint-Maurice (côté aval).
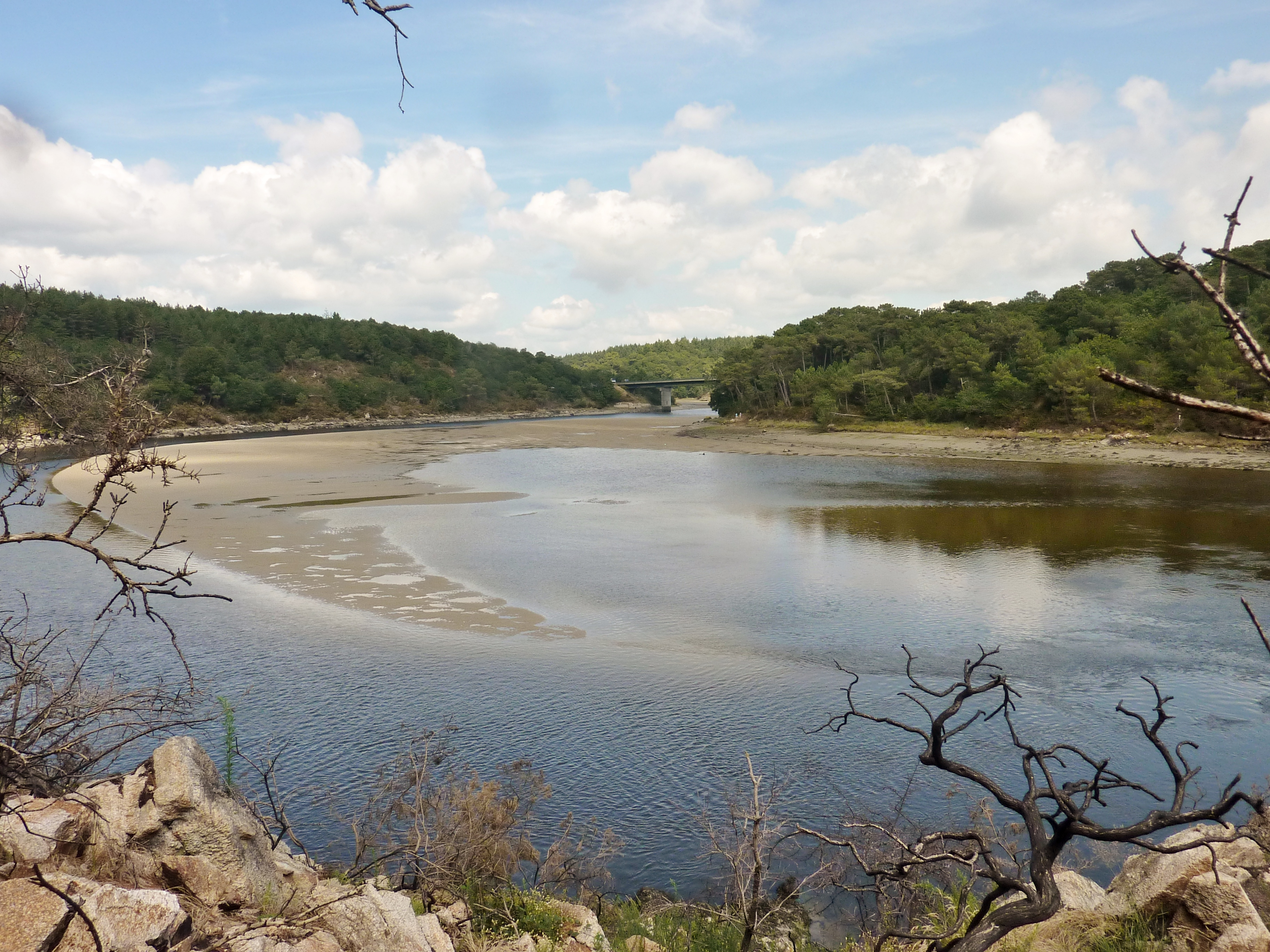
La Laïta à marée basse en aval du Pont de Saint-Maurice (visible à l'arrière-plan) vue depuis le GR 34, rive droite côté Clohars-Carnoët.
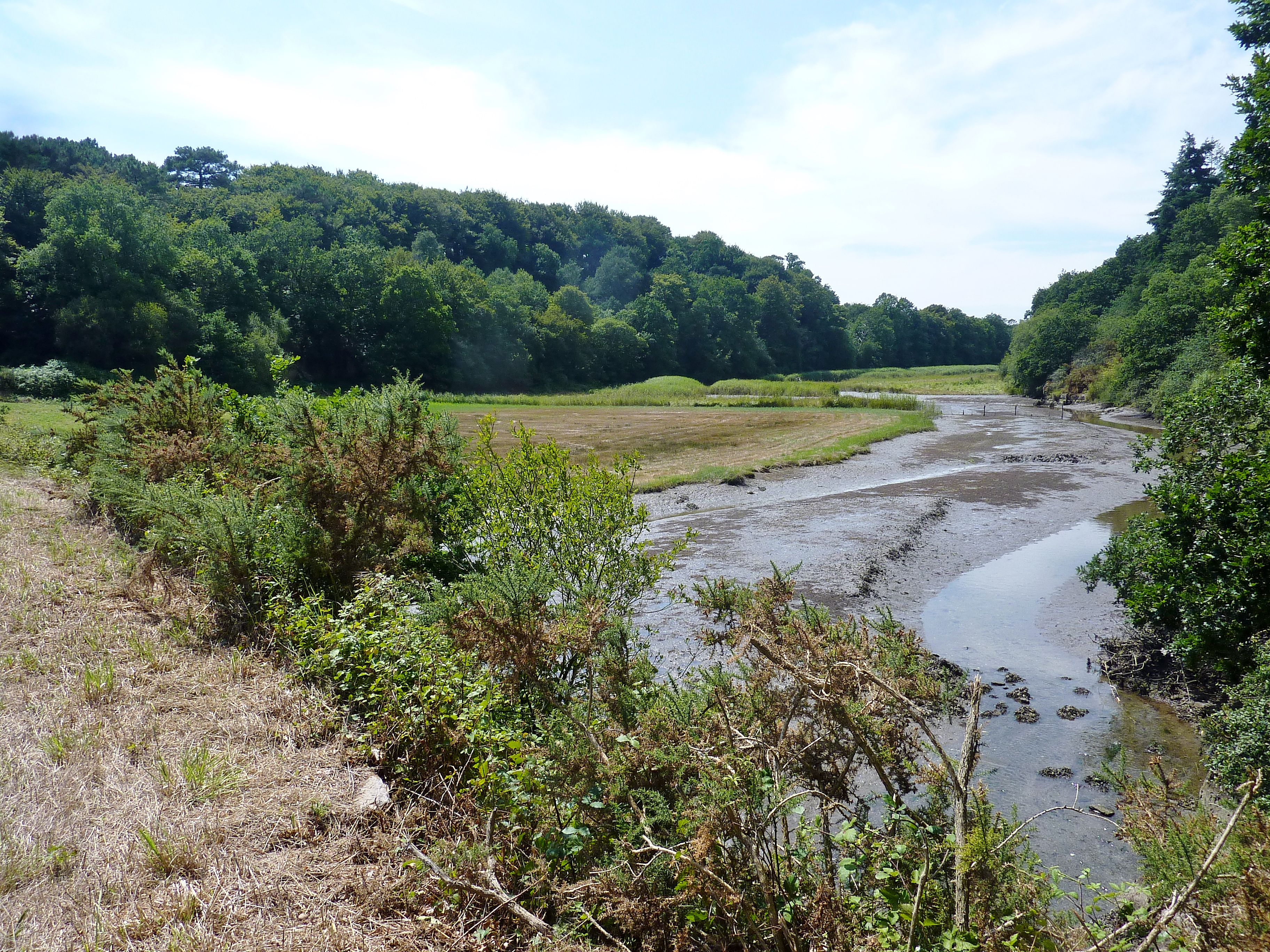
La digue et l'ancien étang de Ster Fanquec (rive droite de la Laïta).
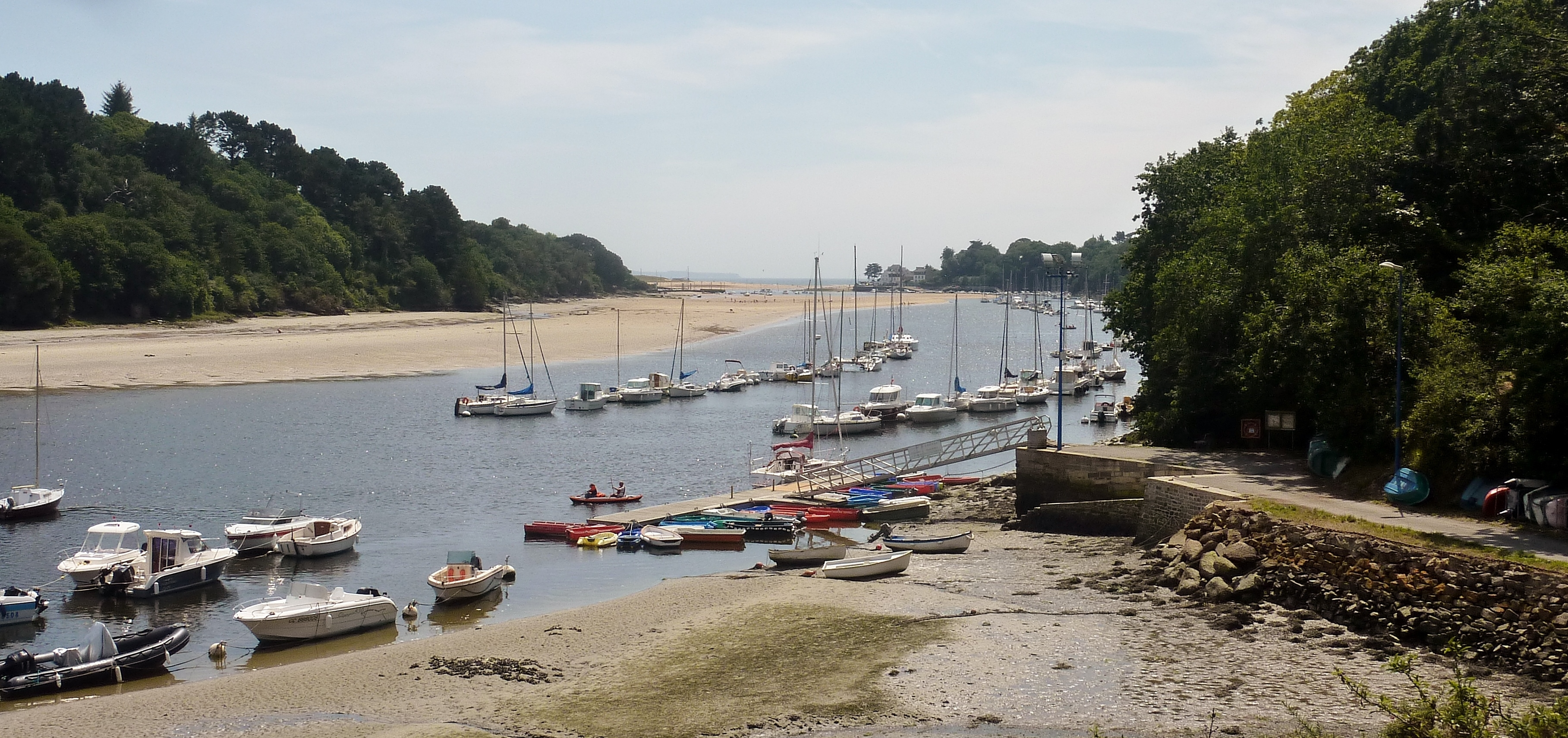
L'estuaire de la Laïta à marée basse vu depuis le port de Porsmoric.
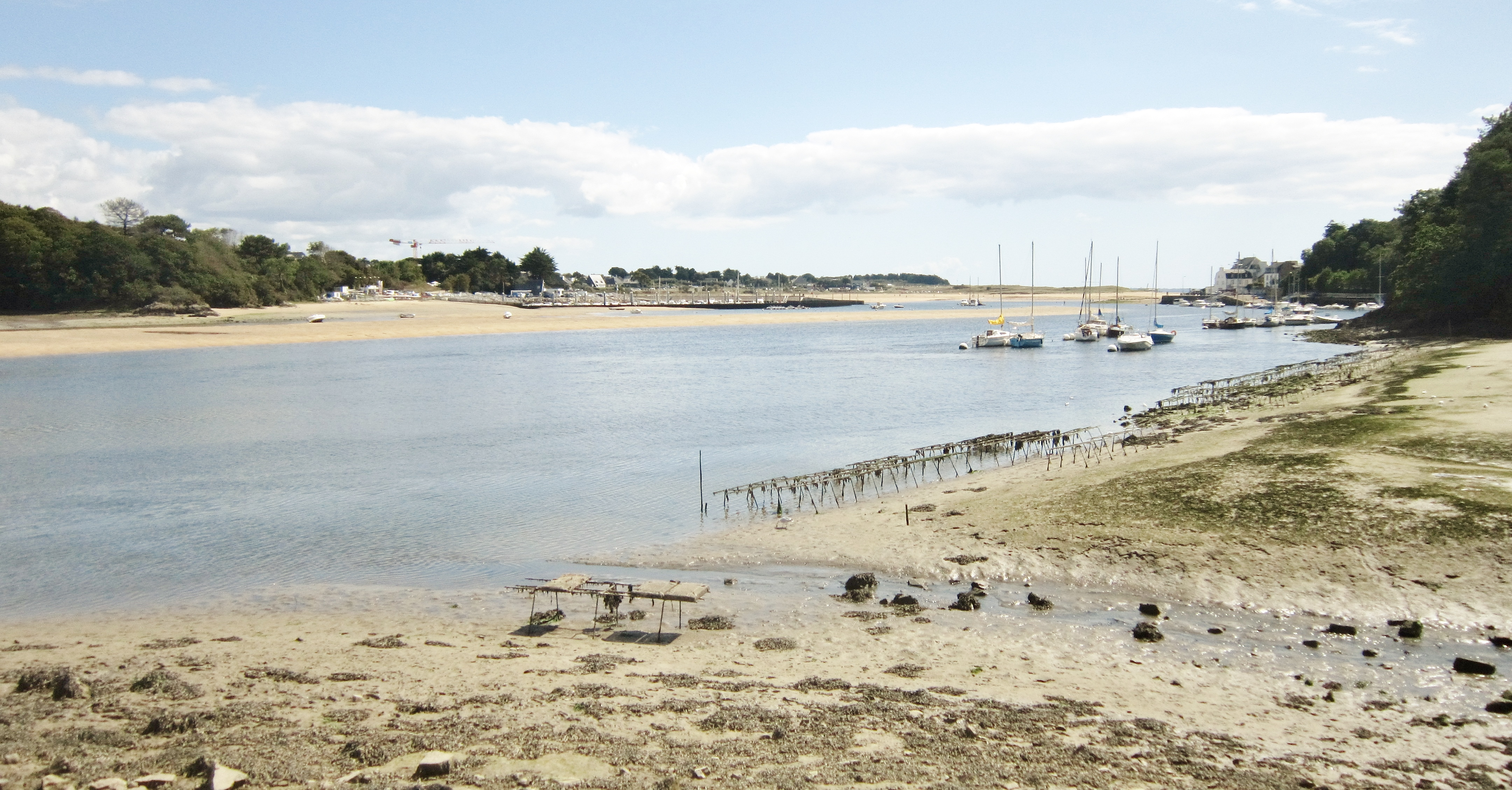
La partie aval de la Laïta (Le Pouldu et Guidel-Plage) vus depuis la rive nord de l'anse de Stervilin.
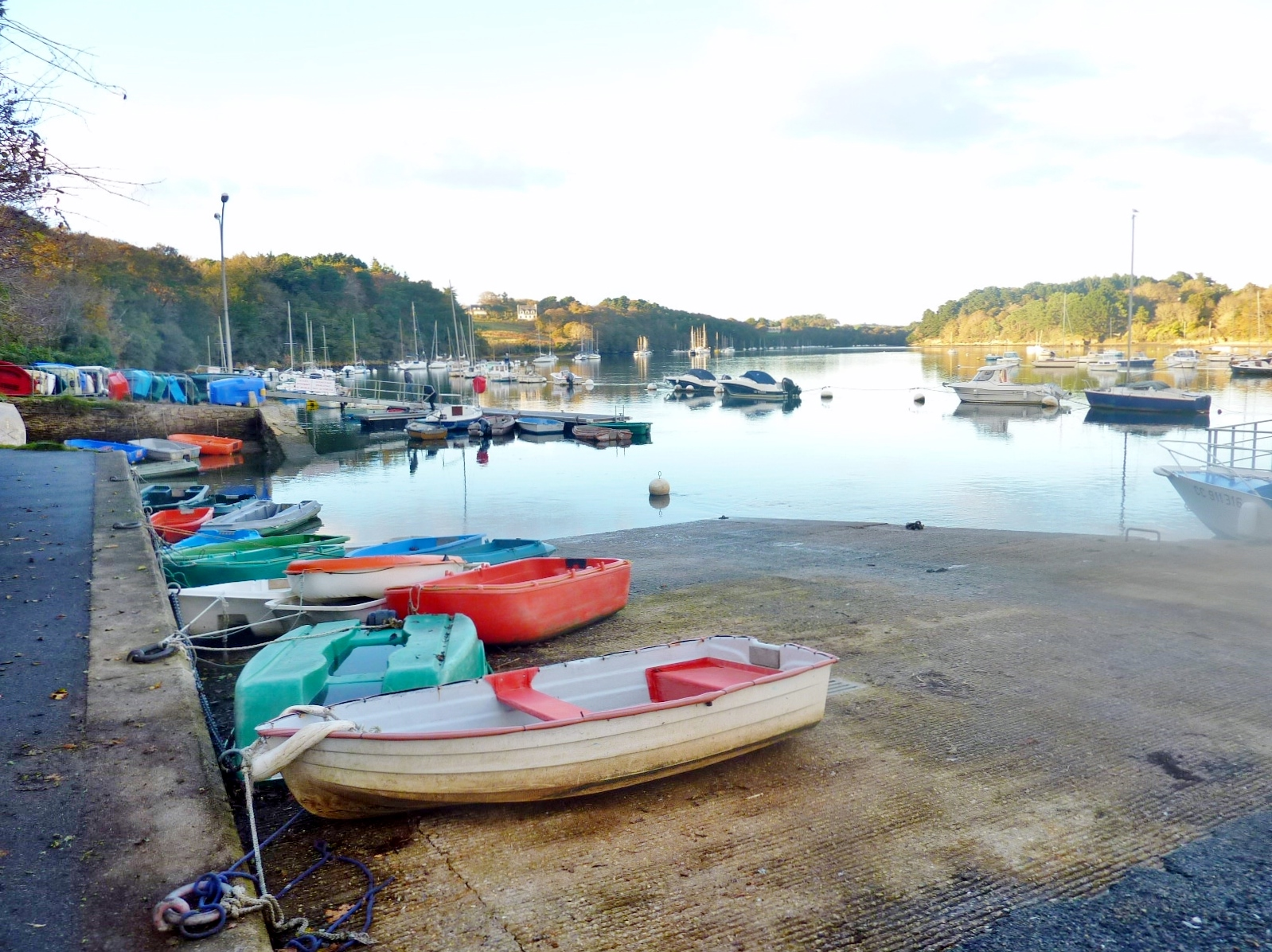
La Laïta vue de la cale du port du Pouldu.

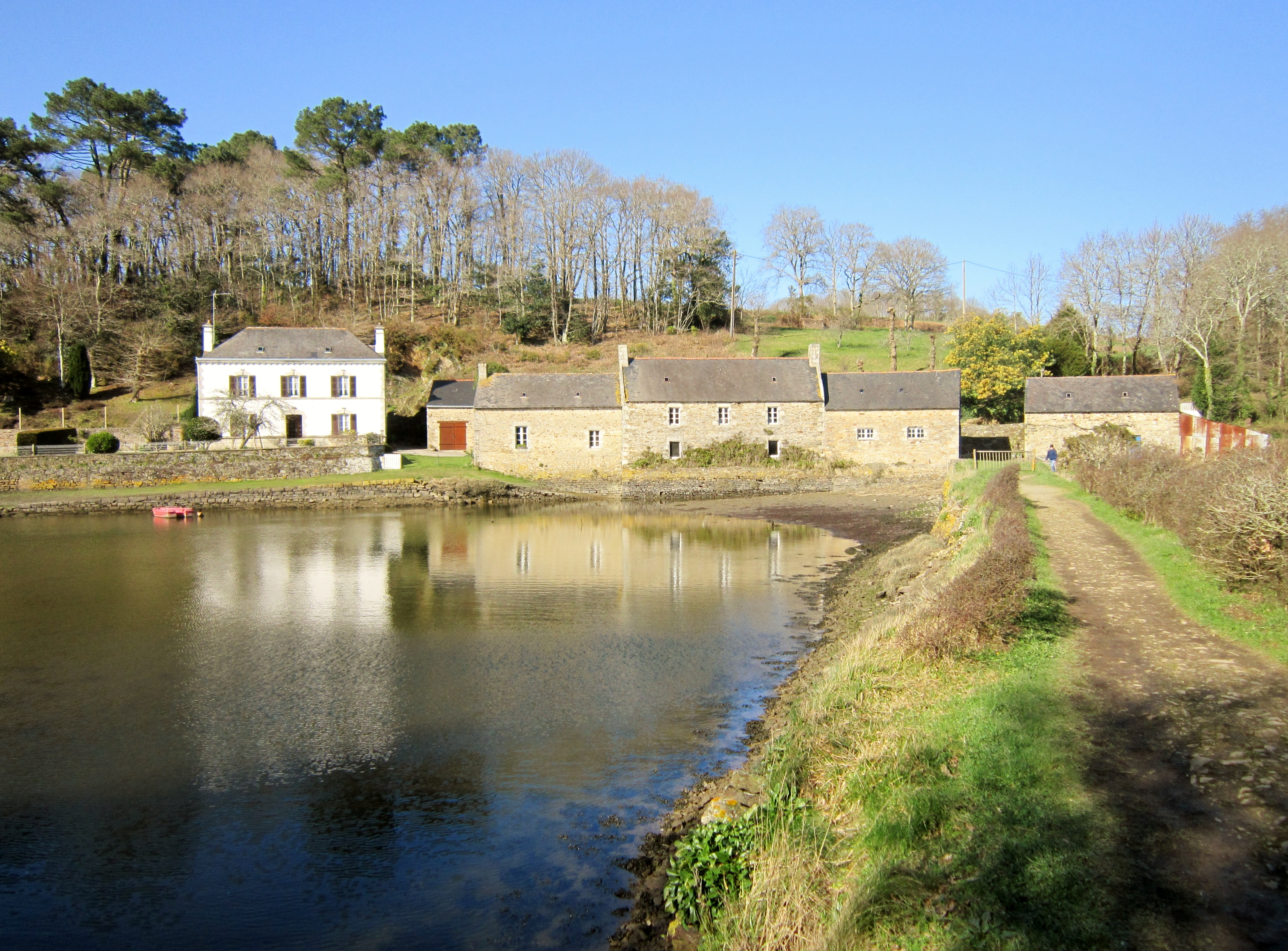
Le moulin à marée de Beg-Nénez.
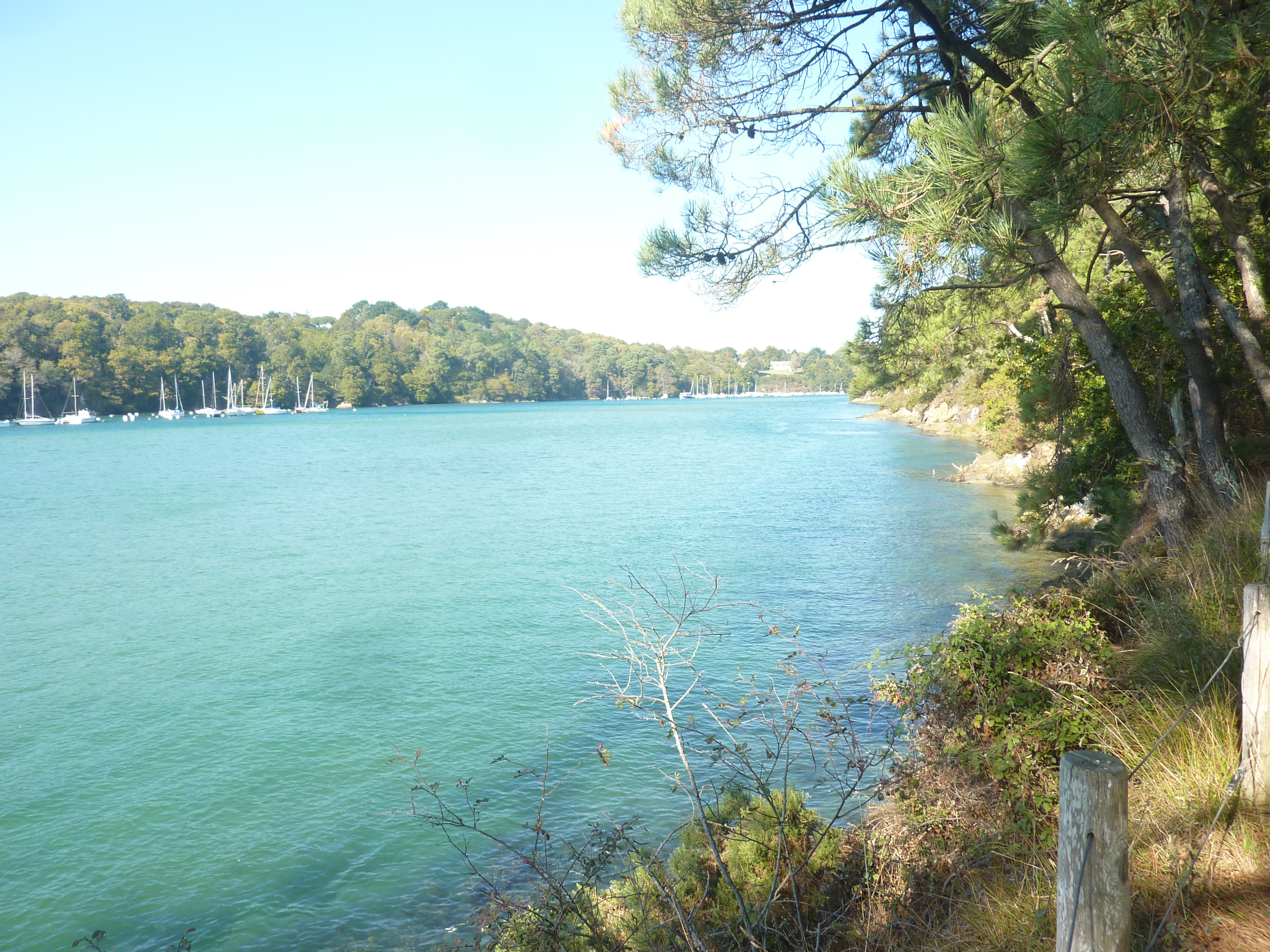
La Laïta vue des environs du port de Guidel-Plage (vue vers l'amont : à droite la rive côté Guidel ; à gauche la rive côté Clohars-Carnoët).
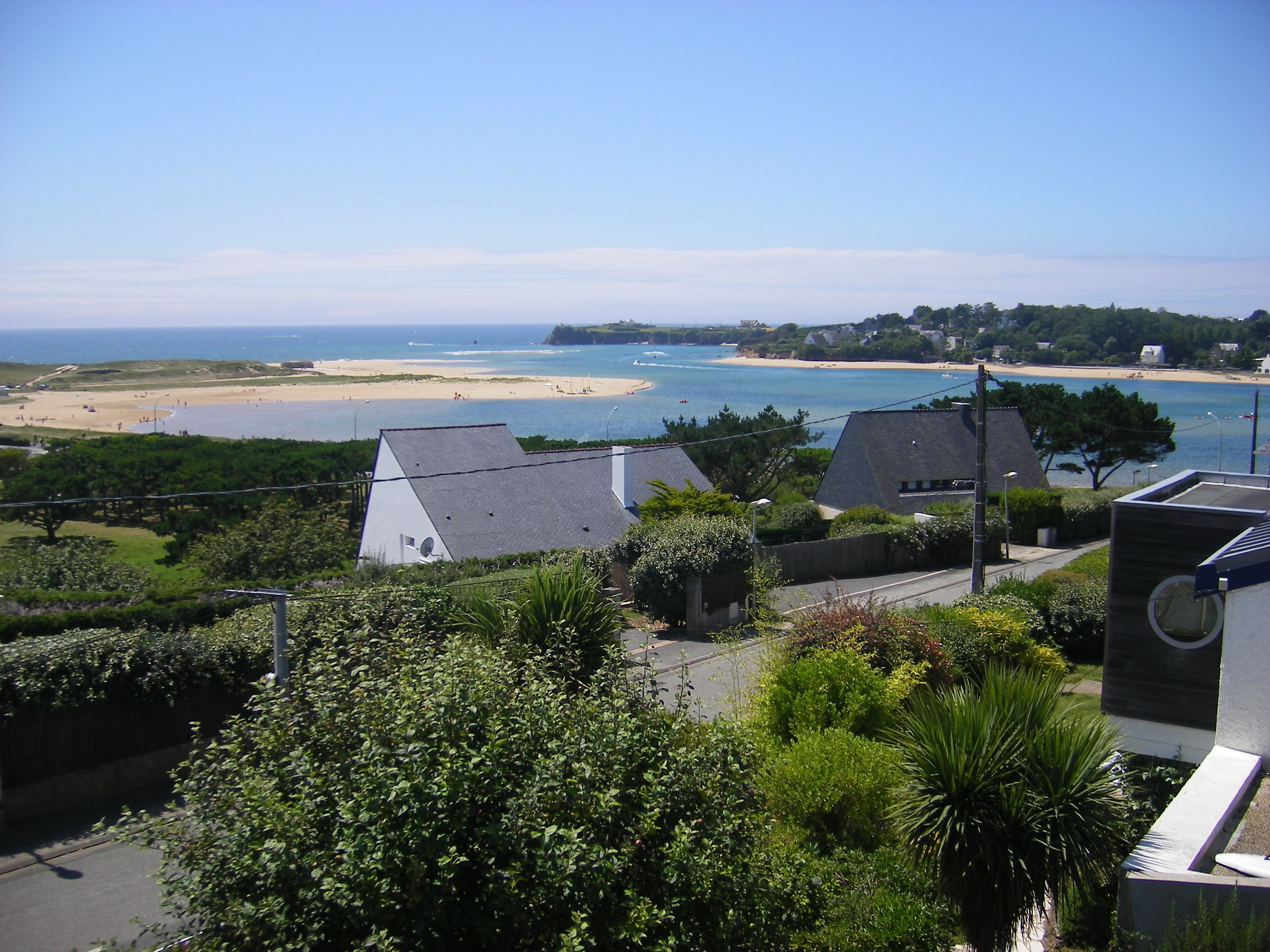
Guidel-Plages et l'embouchure de la Laïta.
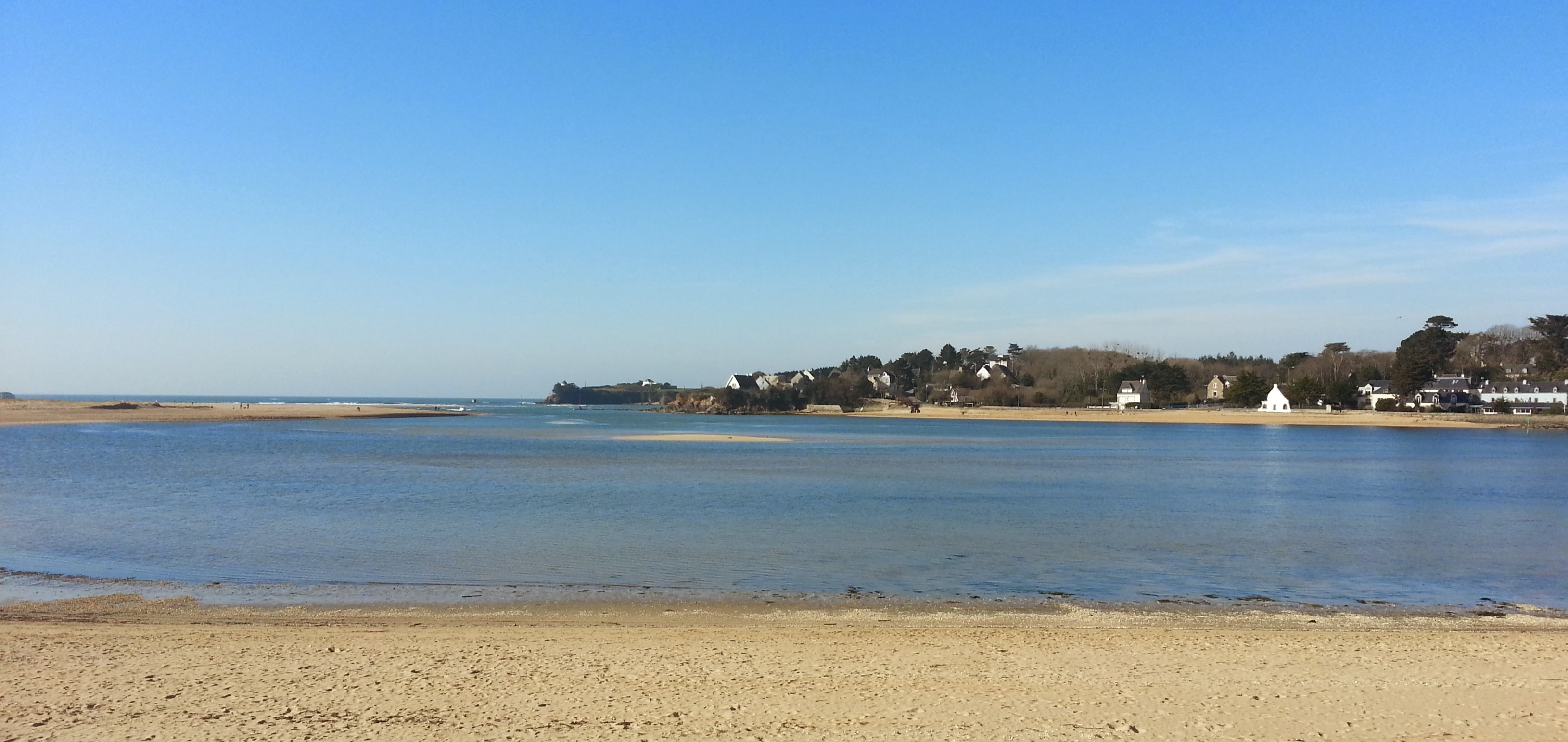
L'embouchure de la Laïta, vue depuis Guidel-Plages.

## Ouvrages d'art

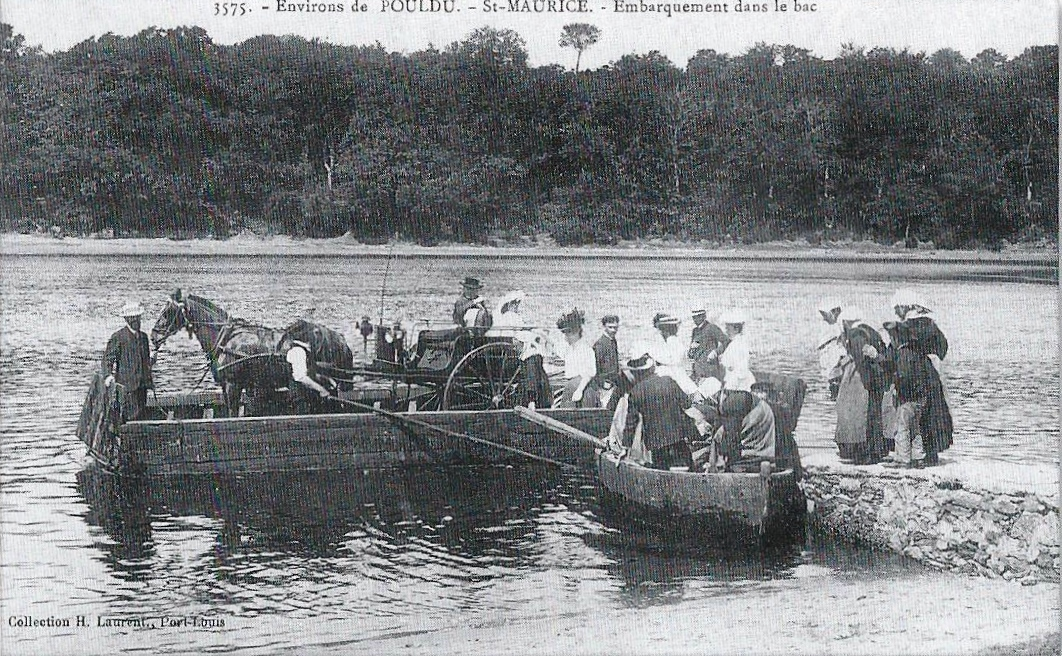
Le passeur de Saint-Maurice (avant la construction du pont Saint-Maurice).

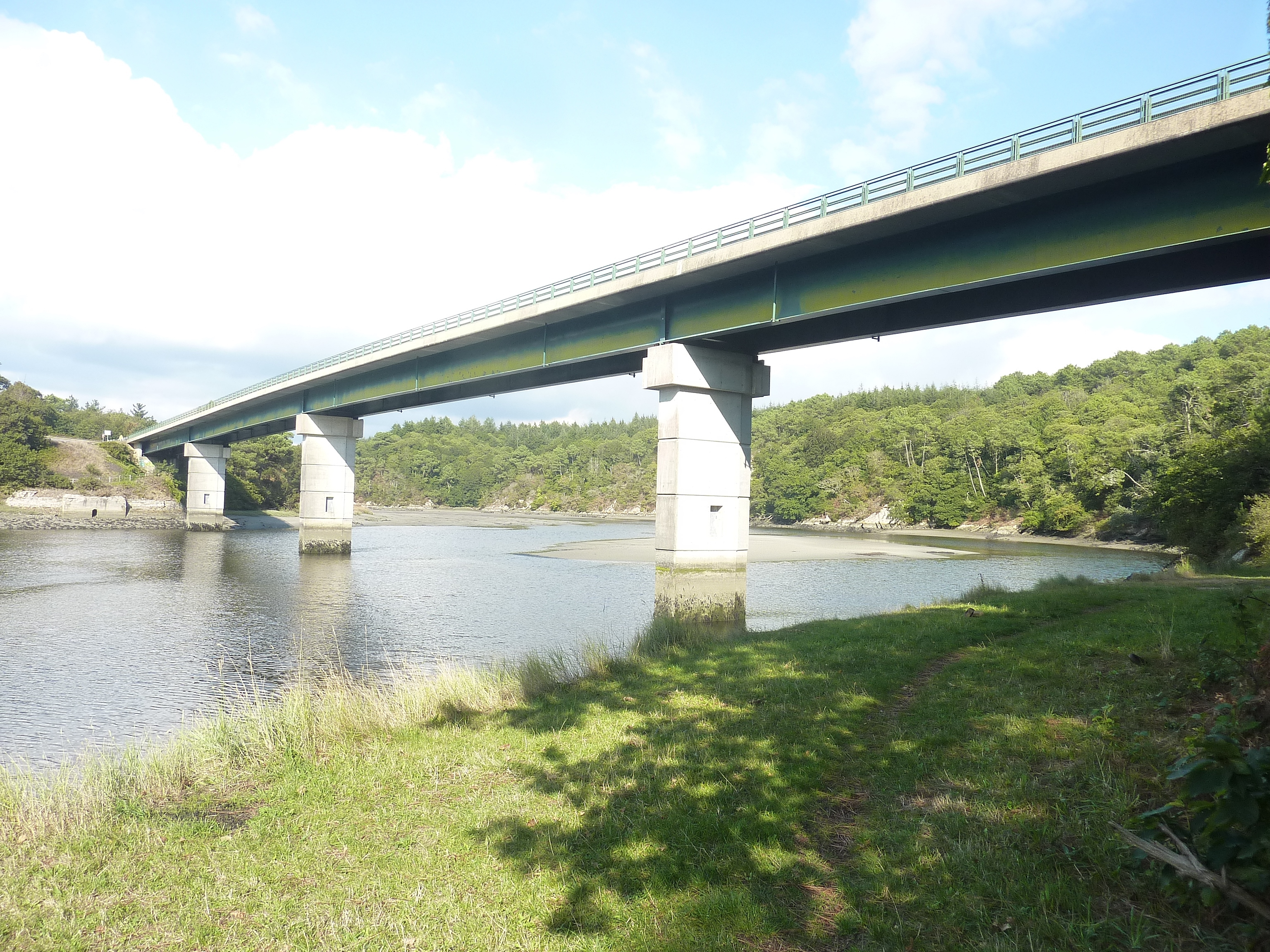
Le pont de Saint-Maurice sur la Laïta vu depuis la rive gauche, côté Guidel.

Plusieurs ouvrages d'art franchissent la vallée de la Laïta.
- le viaduc routier qu'emprunte la voie express RN165.
- le viaduc ferroviaire construit en 1862.
- le pont routier de Saint-Maurice reliant les communes de Clohars-Carnoët et de Guidel.

## Tableaux

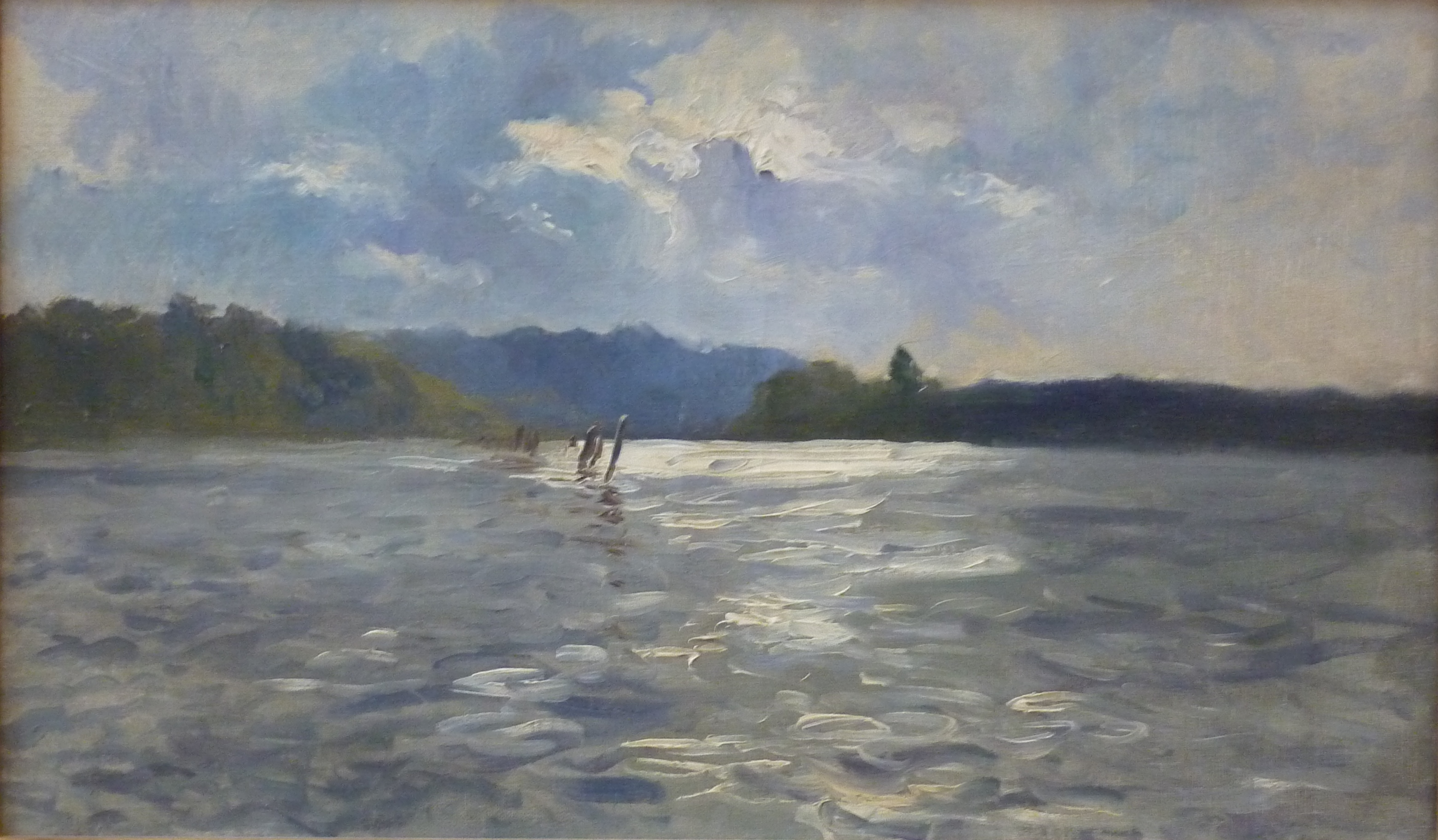
Paul Huet : La Laïta à marée haute (vers 1868-1868, musée des beaux-arts de Quimper).
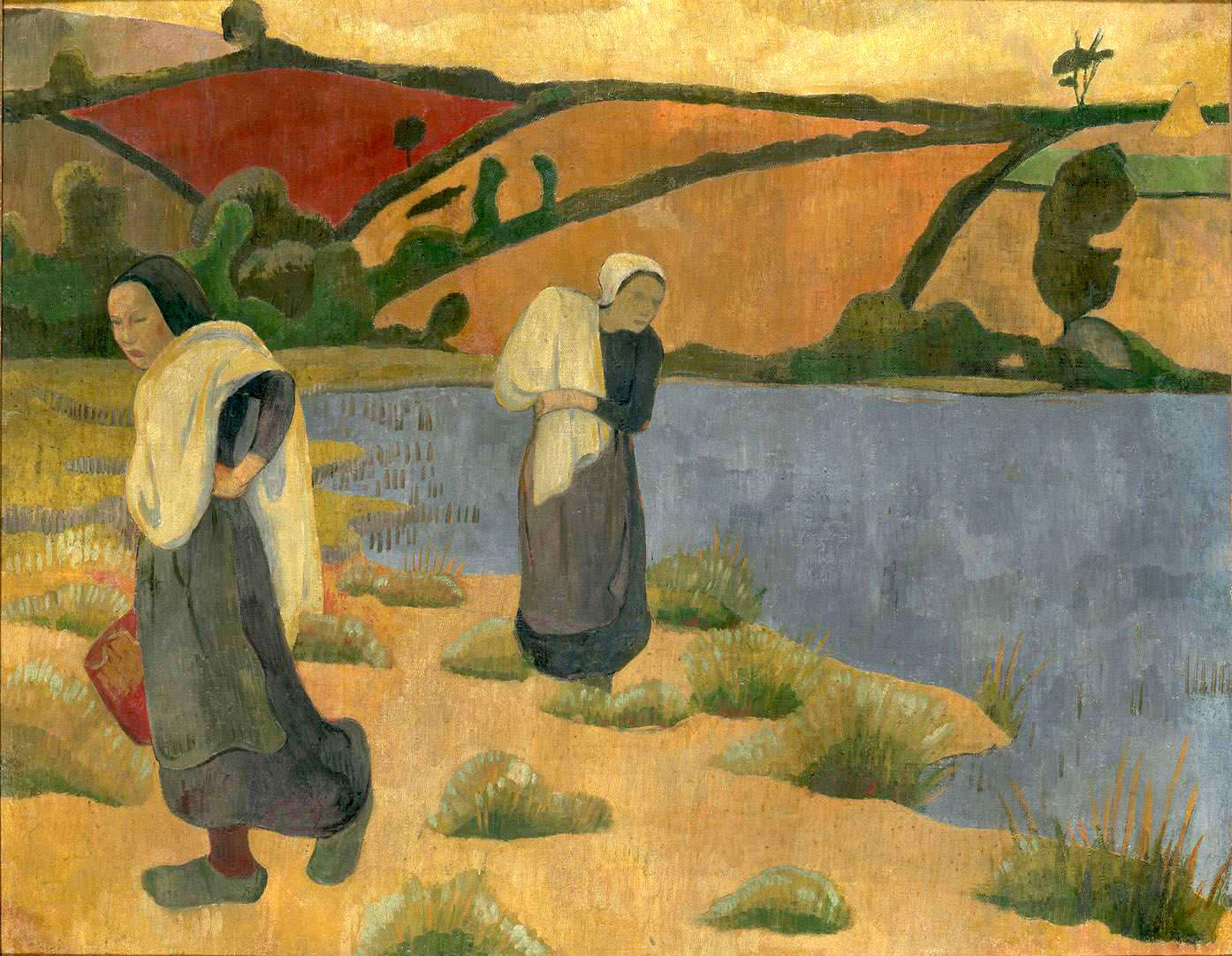
Paul Sérusier : Les Laveuses à la Laïta (1892, musée d'Orsay).